# Liste Münchner Straßennamen/H

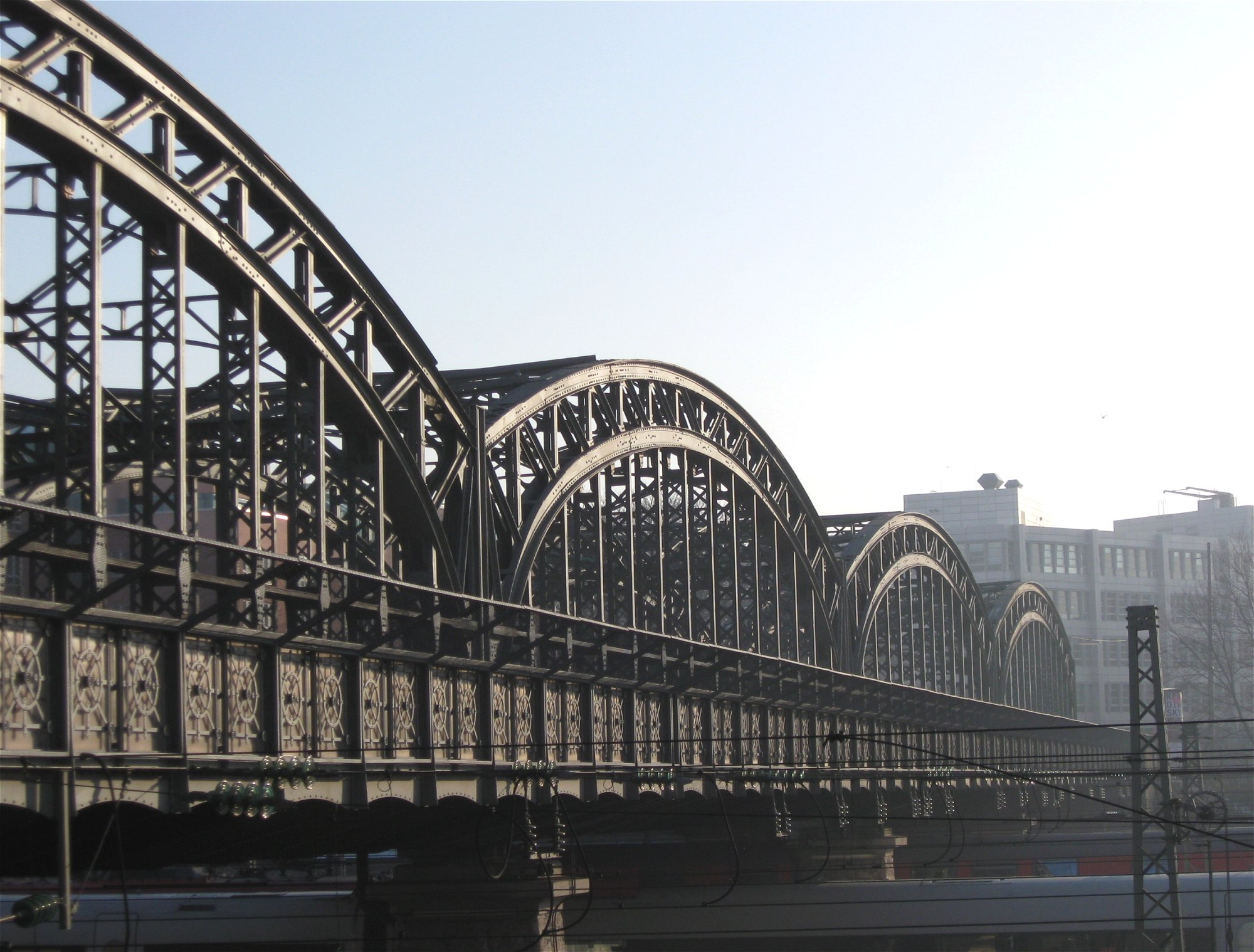
Hackerbrücke

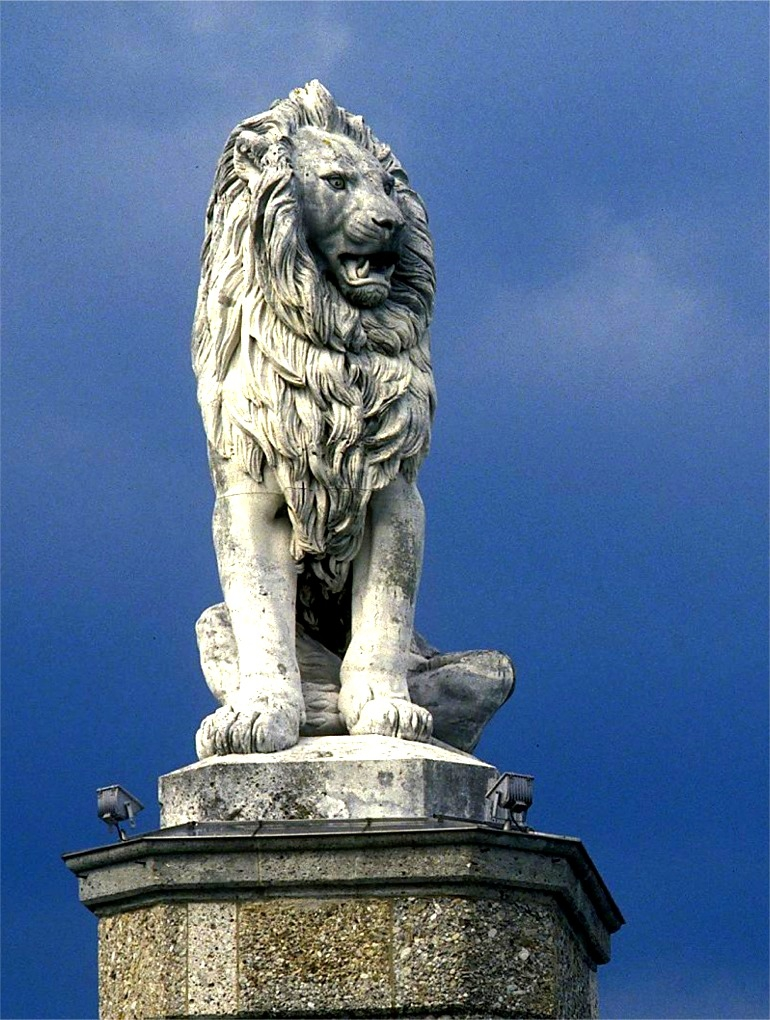
Halbigs Löwe an der Hafeneinfahrt in Lindau im Bodensee

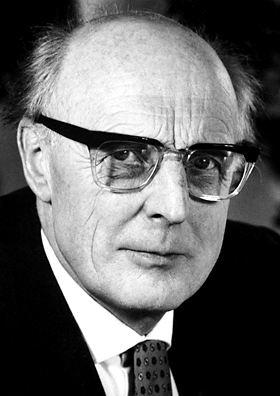
Hans Jensen

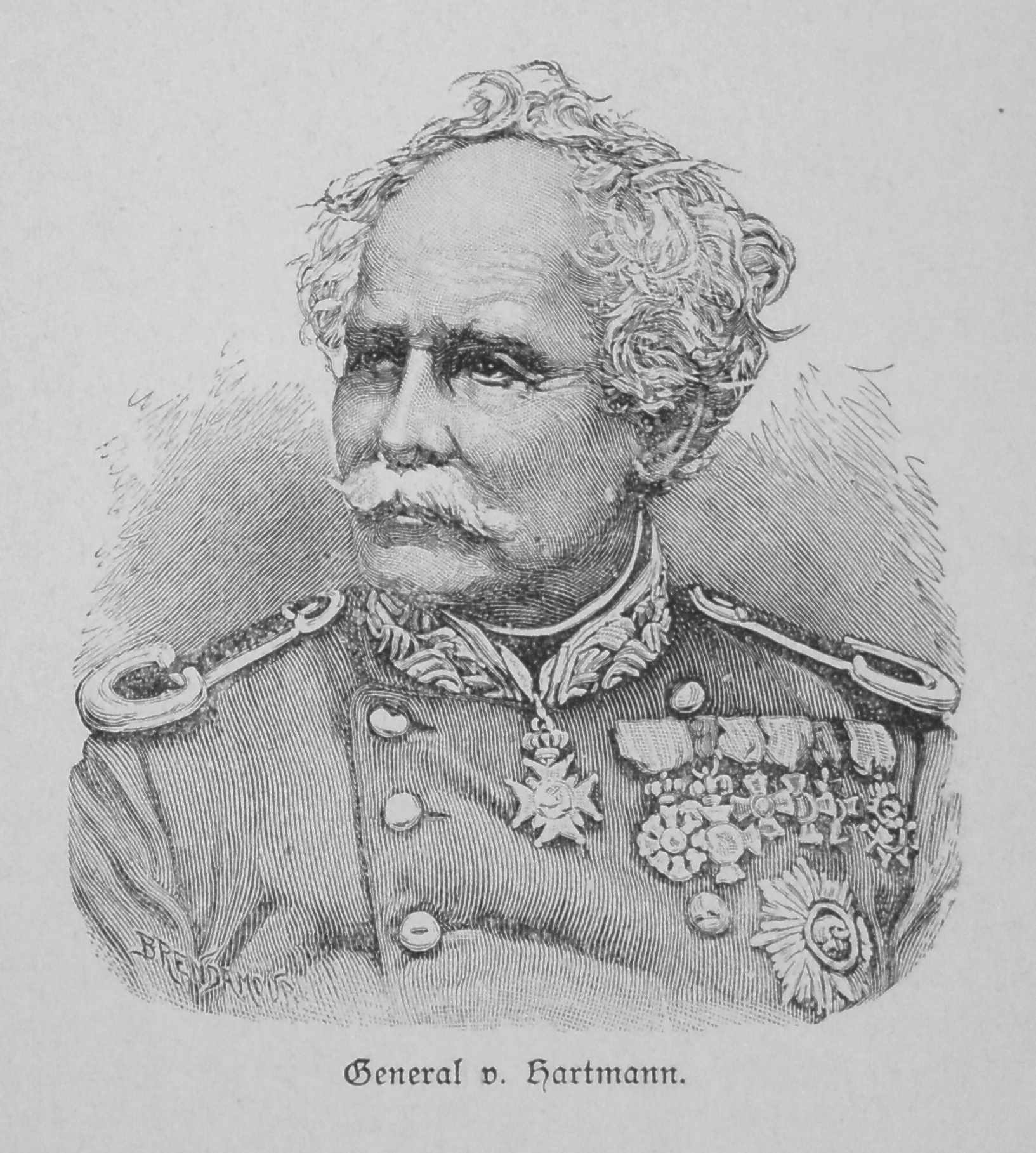
Jakob von Hartmann

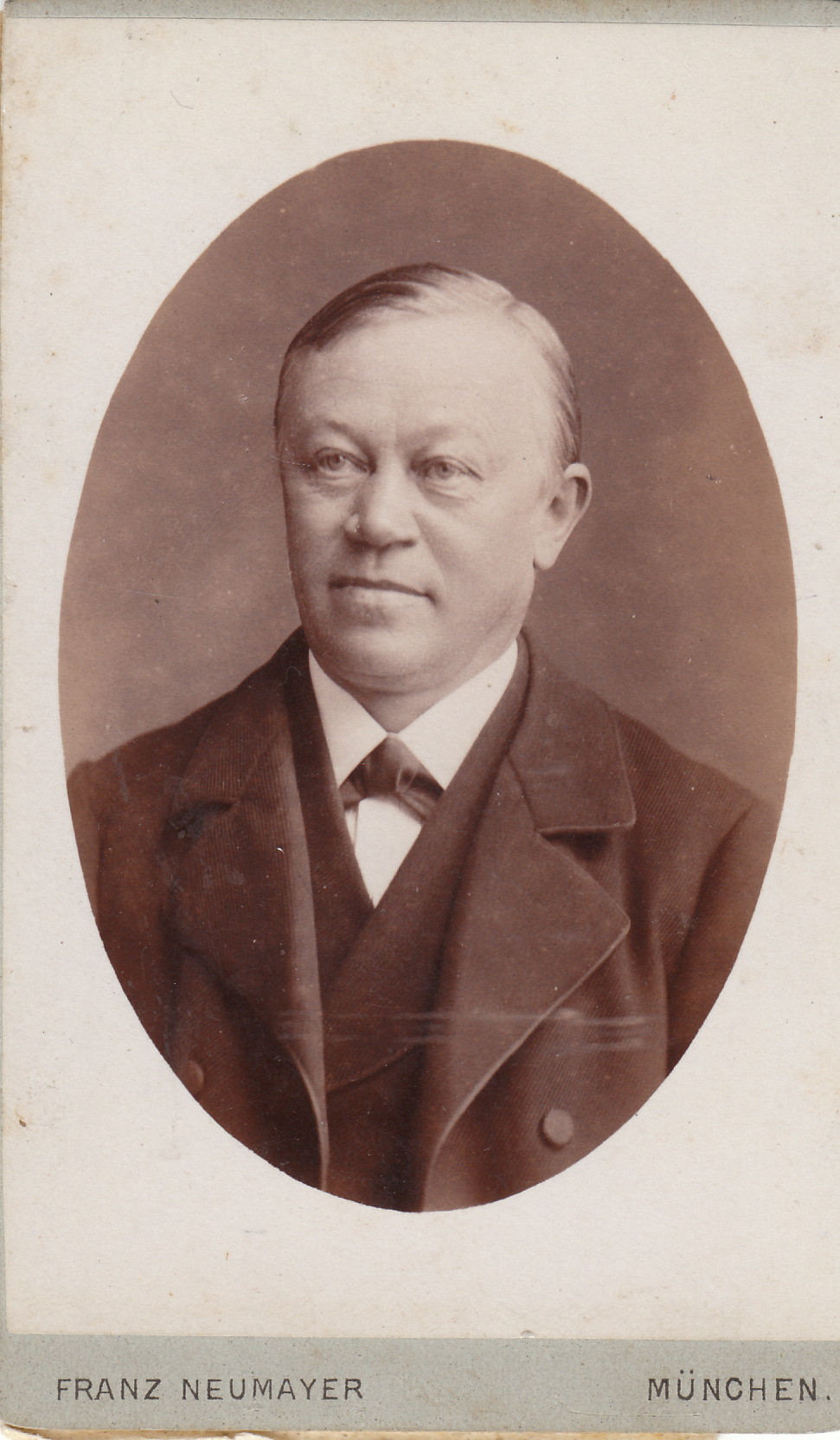
Max Heilmaier

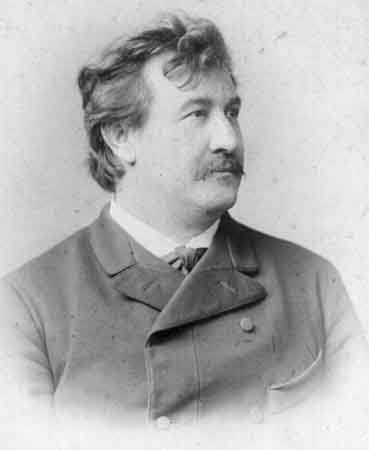
Heinrich Vogl

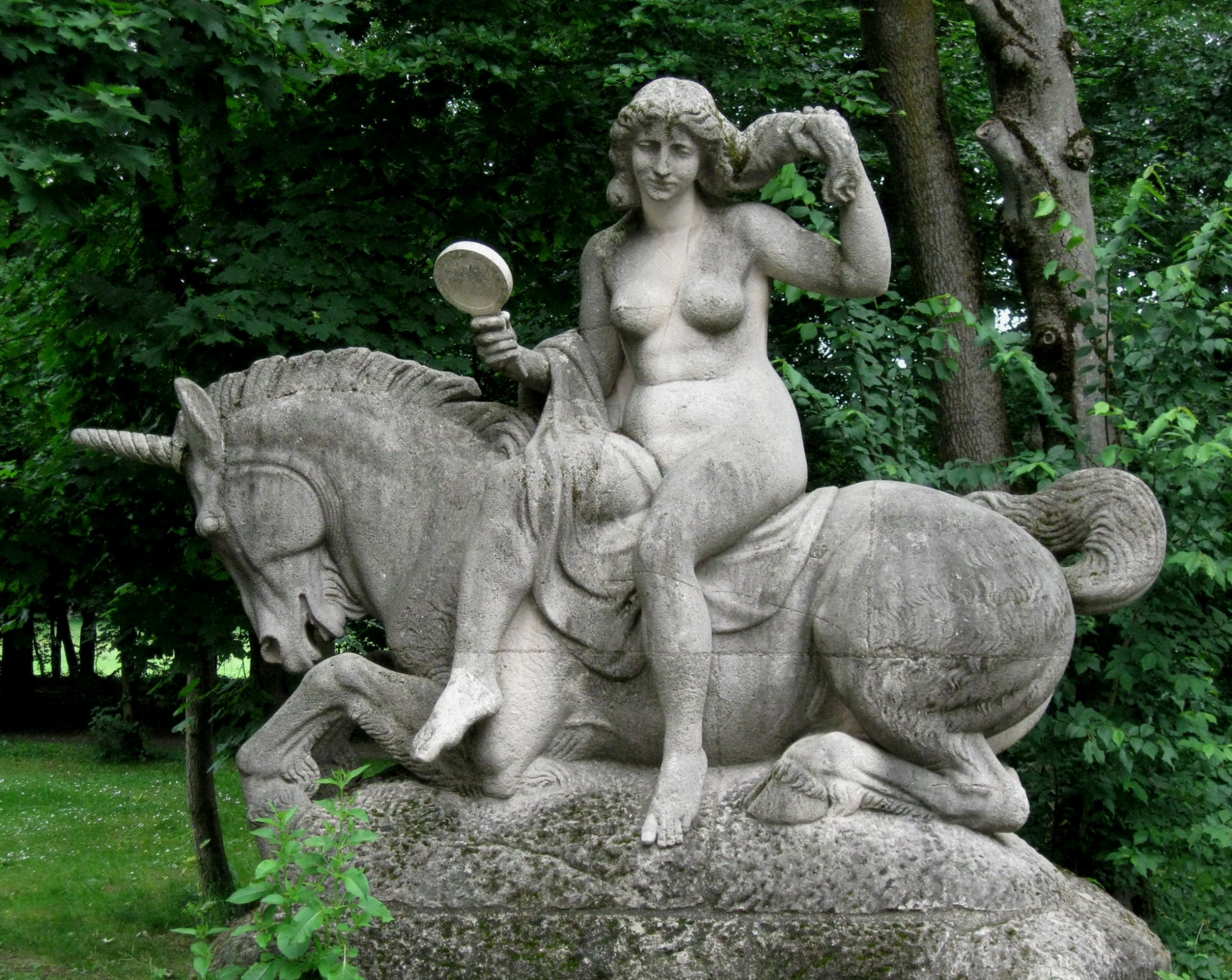
Skulptur von Hermann Hahn

Die Liste Münchner Straßennamen listet Namen von Straßen und Plätzen der bayerischen Landeshauptstadt München auf und führt dabei auch die Bedeutungen und Umstände der Namensgebung an. Aktuell gültige Straßenbezeichnungen sind in Fettschrift angegeben, nach Umbenennung oder Überbauung nicht mehr gültige Bezeichnungen in Kursivschrift.
Aufgrund der großen Anzahl Münchner Straßennamen ist die Liste in alphabetisch sortierte Unterlisten aufgeteilt.
Haager Straße, Berg am Laim
(1980) Haag in Oberbayern, Marktgemeinde im oberbayerischen Landkreis Mühldorf
Habacher Straße, Sendling-Westpark
(1907) Habach, Gemeinde im Landkreis Weilheim-Schongau
Haberkernstraße, Freimann
(1932) nach einem alten Freimanner Bauerngeschlecht
Haberlandstraße, Pasing
(1957) Josef Haberland, Bäckermeister, aktives Mitglied des Pasinger Verschönerungsvereins um 1900
Habermannstraße, Nymphenburg
(1930) Hugo von Habermann (1849–1929), Porträtmaler und Zeichner
Haberstraße, Untermenzing
(1947) Fritz Haber (1868–1934), Chemiker, 1918 Nobelpreis für Chemie, „Vater des Gaskrieges“ im Ersten Weltkrieg
Habichtstraße, Waldtrudering
(1933) Habicht, mittelgroßer Greifvogel
Habsburgerplatz, Schwabing-Ost
(1897) Haus Habsburg, mächtiges Fürstengeschlecht, das jahrhundertelang deutsche und österreichische Kaiser sowie spanische Könige hervorbrachte
Habsburgerstraße, Schwabing-West
(1894) siehe vorstehend
Hachinger-Bach-Straße, Berg am Laim
(1929) Der Hachinger Bach fließt durch die Ortschaften Oberhaching, Taufkirchen, Unterhaching und Unterbiberg, ehe er bei Perlach das Münchner Stadtgebiet erreicht, wo er unterirdisch zur Isar weitergeführt wird
Hackengasse,
(1835)
Hackenstraße, Hackenviertel
(1465) wohl abgeleitet von Hag = eingezäuntes Grundstück
Hackerbrücke, Maxvorstadt
(1890) nach der damals dort angesiedelten Brauerei Hacker-Pschorr, jetzt Marke der Paulaner-Brauerei
Hackerstraße,
(1876)
Hackländerstraße, Haidhausen
(1930) Friedrich Wilhelm Hackländer (1816–1877), deutscher Schriftsteller
Hackländerstraße, Solln
1947 umbenannt in Goldbergstraße
Hackmahdgasse, Freimann
(1950) Flurname
Haderner Steg, Blumenau
(1972) Hadern, Münchner Stadtbezirk
Hadergässchen,
(1835)
Hadererweg,
(1873)
Haderunstraße, Hadern
(1948) Unter dem Namen Haderun wurde das Bauerndorf Hadern im 11. Jahrhundert erstmals erwähnt.
Hadorfer Straße, Fürstenried
(1921) Hadorf, bis 1974 eigenständige Gemeinde, jetzt Stadtteil von Starnberg
Häberlstraße, Isarvorstadt
(1876) Franz Xaver von Haeberl (1759–1846), Arzt, konzipierte das Allgemeine Krankenhaus, jetzt Klinikum der Universität München
Häherweg, Waldtrudering
(1933) Häher, Vogelart aus der Ordnung der Sperlingsvögel
Hälblingweg, Gartenstadt Trudering
(1958) Hälbling, geringwertige Kupfer- oder Silbermünze des Mittelalters, die etwa einem halben Pfennig entsprach
Händelstraße, Alt-Bogenhausen
(1899) Georg Friedrich Händel (1685–1759), deutsch-britischer Komponist des Barock, gebürtig in Halle (Saale), ab 1709 hauptsächlich in London tätig, wo er seine großen Erfolge erzielte
Hänflingweg, Am Hart
(1936) Hänfling, Vogelart aus der Familie der Finken
Härtingerstraße, Obermenzing
(1947) Martin Härtinger (1815–1896), Mediziner, Gesangspädagoge und Opernsänger am Königlichen Hof- und Nationaltheater in München
Häusserstraße, Englschalking
(1930) Karl Häußer (1842–1907), Theaterschauspieler am Hoftheater München
Hafelhofweg, Gartenstadt Trudering
(1976) der Hafelhof, ein Truderinger Bauernanwesen
Haferweg, Johanneskirchen
(1935) Hafer, eine Getreideart aus der Familie der Süßgräser
Haffstraße, Gartenstadt Trudering
(1936) Haff, ein beispielsweise durch vorgelagerte Inseln vom Meer getrenntes Gewässer
Hagebuttenplatz, Johanneskirchen
(1935) Hagebutte, die Frucht verschiedener Rosenarten
Hagedornstraße, Schwabing-West
(1925) Friedrich von Hagedorn (1708–1754), Hamburger Dichter und Schriftsteller des Rokoko
Hagelstangestraße, Oberföhring
(1985) Rudolf Hagelstange (1912–1984), Schriftsteller
Hagenauerstraße, Solln
(1947) Friedrich Hagenauer (um 1500–1546), Bildschnitzer aus Straßburg im Elsass. Zuvor hieß sie Tannenstraße.
Hagenbacher Straße, Aubing-Süd
(1947) Hagenbach, ein Ortsteil der Gemeinde Pretzfeld im oberfränkischen Landkreis Forchheim
Hagenbucherstraße,
(1918) 28. Stadtbezirk
Haggenmillerstraße, Am Riesenfeld
(1947) Franz Haggenmiller (1871–1945), Maler und Restaurator
Hahndorfer Straße, Sendling-Westpark
(1937) Hahndorf, 1838 von deutschen Auswanderern in South Australia gegründetes Dorf nahe der Hauptstadt Adelaide. Es gilt dort noch heute als Touristenattraktion.
Hahnemannstraße, Allach-Untermenzing
(1945) Samuel Hahnemann (1755–1843), deutscher Arzt und Schriftsteller, Begründer der Homöopathie
Hahnengässchen,
(1835)
Hahnengasse,
(1873)
Hahnenstraße, Maxvorstadt
(1881) vermutlich benannt nach dem ehemaligen Gasthaus „Zum Roten Hahn“
Haidelweg, Pasing
(1937) Georg Haidel (oder Hoidel), erster Pasinger Pfarrer im 15. Jahrhundert. Nicht ausgeschlossen ist, dass ein Namensvetter Heinrich Hoidel, Pfarrer in Aubing als Namensgeber in Frage kam.
Haidenauplatz, Haidhausen
(1937) Heidenau, einstiges Schlösschen im dortigen Bezirk
Haidhauserfeldweg,
(1876) östliche Verlängerung der Kellerstraße
Haidhauserlüften,
(1876)
Haidhauser Straße, Haidhausen
(1947) Haidhausen, Stadtteil von München. Zuvor Loignystraße nach einer Schlacht des Deutsch-Französischen Krieges von 1870/71, an der auch bayerische Truppen beteiligt waren.
Haimhauserplatz,
(1918) 22. Stadtbezirk
Haimhauserstraße, Schwabing
(1899) Sigmund Graf von Haimhausen (1708–1793), bayerischer Jurist und Unternehmer, leitete u. a. das erste bayerische Bergbauamt und veranlasste die Gründung der ersten bayerischen Porzellanmanufaktur, die später nach Nymphenburg verlegt wurde
Haimonstraße, Oberföhring
(1930) Graf Haimon von Dordogne, eine Sagengestalt aus der Zeit von Kaiser Karl dem Großen
Hainbuchenstraße, Lerchenau
(1947) Hainbuche, gehört zur Familie der Birkengewächse und nicht, wie der Name vermuten ließe, zur Familie der Buchen. Abgeleitet davon ist das Wort „hanebüchen“, was für derb und grob steht.
Halbichstraße,
(1918)18er Stadtbezirk
Halbigstraße, Untergiesing
(1899) Johann von Halbig (1814–1882), deutscher Bildhauer des Klassizismus. Bekannt ist sein Löwe an der Hafeneinfahrt nach Lindau/Bodensee.
Halbreiterstraße, Solln
(1947) Ulrich Halbreiter (1812–1877), Münchner Maler, und dessen Neffe, Adolf Halbreiter (1839–1898), Bildhauer
Haldenbergerstraße, Moosach
(1921) alte Münchner Familie, aus ihr stammt um 1400 Ulrich Haldenberger, Bürgermeister
Haldenseestraße, Ramersdorf
(1950) Haldensee, 1124 m hoch gelegener, 73 ha. großer Tiroler Alpsee
Halfinger Straße, Berg am Laim
(1933) Halfing, Gemeinde im Landkreis Rosenheim
Halleiner Straße, Waldtrudering
(1964) Hallein, Stadt im österreichischen Bundesland Salzburg, bereits um 600 vor Christus Salzgewinnung im Untertagebau
Hallescher Weg, Altmoosach
(1986) Halle (Saale), Stadt in Sachsen-Anhalt
Hallgartenstraße, Neuhadern
(1957) Hallgarten (Rheingau), seit 1977 Stadtteil von Oestrich-Winkel in Hessen; bekannt durch die ‚Hallgartener Madonna‘, auch ‚Madonna mit der Scherbe‘ genannt.
Halligenplatz, Gartenstadt Trudering
(1936) Halligen sind kleine, kaum geschützte Marschinseln vor der nordfriesischen und dänischen Nordseeküste.
Hallmaierstraße,
(1918) 19. Stadtbezirk
Hallstätter Straße, Lochhausen
(1947) Hallstatt, Marktgemeinde im Salzkammergut, Bundesland Oberösterreich, Teil der UNESCO-Welterbestätte Hallstatt-Dachstein/Salzkammergut. Seit Jahrtausenden gibt es dort Abbau von Salzvorkommen.
Hallsteinweg, Altperlach
(1986) Walter Hallstein (1901–1982), Jurist und Politiker, wurde 1958 der erste Vorsitzende der Kommission der Europäischen Wirtschaftsgemeinschaft.
Hallturmstraße,
(1918) 18. Stadtbezirk
Halmstraße, Sendling-Westpark
(1937) Karl Felix Halm (1809–1882), Altphilologe, Bibliothekar, Rektor des Maximiliansgymnasium in München, Professor an der Universität München
Halserspitzstraße, Josphsburg
(1955) Halserspitze, 1863 m hoher Gipfel der Bayerischen Voralpen, an der Grenze zu Tirol
Halskestraße, Obersendling
(1952) Johann Georg Halske (1814–1890), Elektrotechniker und Unternehmer. Er gründete 1847 mit Werner Siemens die Telegraphen-Bauanstalt von Siemens & Halske in Berlin, die 2001 von der Siemens AG übernommen wurde.
Halterstraße, Freimann
(1957) Georg Halter (1884–1952), Diplom-Ingenieur, Professor für Landstraßen- und Eisenbahnbau an der Technischen Hochschule München.
Hamannstraße, Waldperlach
(vor 1930) Johann Georg Hamann (1730–1788), Philosoph und Schriftsteller, Wegbereiter des Sturm und Drang
Hamburger Straße, Am Riesenfeld
(1925) Hamburg, Stadtstaat und Bundesland an der Elbe, mit einem der größten Umschlaghäfen weltweit
Hammersbacher Straße, Am Waldfriedhof
(1935) Hammersbach, Ortsteil der Gemeinde Grainau im Landkreis Garmisch-Partenkirchen
Hammerschmiedstraße, Feldmoching
(1938) Hammerschmied, ein Handwerksberuf aus vorindustrieller Zeit zur Herstellung von Schmiedeeisen
Hammstraße, Lerchenau-Ost
(1953) Eduard Hamm (1879–1944), bayerischer Minister für Handel, Gewerbe und Industrie, Reichswirtschaftsminister. Als Gegner des NS-Regimes wurde er nach dem Attentat vom 20. Juli 1944 verhaftet und misshandelt. In dieser Situation wählte er den Freitod.
Hanauer Straße, Moosach
(1913) Hanau, kreisfreie Stadt in Hessen. 1813 fand dort die Schlacht bei Hanau statt, in der Napoleon I. siegte und damit den Weg nach Frankreich fortsetzen konnte.
Hanebergstraße, Neuhausen
(1900) Daniel Bonifaz von Haneberg (1816–1876), Benediktiner-Abt, Theologie-Professor, Bischof der Diözese Speyer
Hanfelder Straße, Fürstenried
(1921) Hanfeld, seit 1972 Stadtteil von Starnberg
Hanfgartenstraße, Untermenzing
(1947) alter Flurname
Hanfstaenglstraße, Nymphenburg
(1930) Franz Hanfstaengl (1804–1877), Maler, Lithograf und Fotograf
Haniklstraße, Riem
(1999) ‚Beim Hanikl‘ war der Hausname eines 1803 von Nikolaus und Katharina Erhard erworbenen Anwesens.
Hannah-Arendt-Weg, Moosach
(1995) Hannah Arendt (1906–1975), jüdische deutsch-amerikanische Publizistin, Historikerin und Hochschullehrerin, 1933 emigriert
Hanna-Kirchner-Weg, Neuhadern
(1995) Johanna Kirchner (1889–1944), Kommunalpolitikerin, Widerstandskämpferin, 1944 in Berlin-Plötzensee hingerichtet
Hanne-Hiob-Straße, Berg am Laim
(2016) Hanne Hiob (eigentlich Hanne Marianne Brecht; Tochter von Bert Brecht, 1923–2009), Schauspielerin
Hannes-Meyer-Straße, Alte Heide-Hirschau
(2001) Hannes Meyer (1889–1954), Schweizer Architekt und Urbanist, Nachfolger von Walter Gropius am Bauhaus in Dessau
Hannoverstraße, Moosach
(1936) Hannover, Hauptstadt des Landes Niedersachsen
Hanns-Braun-Brücke, Olympiapark
(1982) Hanns Braun (1886–1918), Pionier der Münchner Leichtathleten, Brücke über den Georg-Brauchle-Ring
Hanns-Schwindt-Straße, Riem
(1998) Hanns Schwindt (1921–1989), Hauptgeschäftsführer der Handwerkskammer für München und Oberbayern, Mitbegründer der Münchner Messegesellschaft
Hanns-Seidel-Platz, Neuperlach
(1973) Hanns Seidel (1901–1961), von 1957 bis 1960 Bayerischer Ministerpräsident
Hansastraße, Sendling-Westpark
(1899) Hanse, eine Vereinigung niederdeutscher Kaufleute zwischen dem 12. und 17. Jahrhundert mit Kontoren in Russland, Skandinavien, England und den Niederlanden und zahlreichen Niederlassungen im In- und Ausland
Hans-A.-Engelhard-Straße, Neuperlach
(2020) Hans A. Engelhard (1934–2008), deutscher Politiker (FDP), Mitglied des Deutschen Bundestages und Bundesminister der Justiz
Hans-Bartels-Straße, Harlaching
(1916) Hans von Bartels (1856–1913), deutscher Maler, Professor für Malerei
Hans-Beimler-Weg, Alt-Moosach
(1990) Hans Beimler (1895–1936), in München gebürtiger KPD-Politiker, kommunistischer Reichstagsabgeordneter, politischer Kommissar der XI. Brigade im Spanischen Bürgerkrieg
Hans-Bieringer-Weg, Allach-Untermenzing
(2001) Johann Bieringer (1901–1994) Abgeordneter des Bezirkstages von Oberbayern und von 1956 bis 1964 Vorsitzender des Bezirksausschusses Allach-Obermenzing
Hans-Böckler-Straße, Lerchenau-Ost
(1963) Hans Böckler (1875–1951), Politiker und Gewerkschaftsfunktionär
Hans-Bunte-Straße, Alt-Moosach
(1956) Hans Bunte (1848–1925), Chemiker, Hochschullehrer
Hans-Clarin-Weg, Freiham
(2017) Hans Clarin, bürgerlicher Name Hans Joachim Schmid (1929–2005), deutscher Schauspieler am Staatstheater München
Hans-Denzinger-Straße, Milbertshofen
(1966) Hans Denzinger (1861–1931), Architekt
Hans-Dietrich-Genscher-Straße, Freiham
(2018) Hans-Dietrich Genscher (1927–2016), Politiker der FDP, Innenminister von 1969 bis 1974, Außenminister von 1974 bis 1992, von 1974 bis 1985 Bundesvorsitzender der FDP
Hans-Döllgast-Straße, Schwabing
(2010) Hans Döllgast (1891–1974), Architekt, Grafiker und Hochschullehrer, beteiligt am Wiederaufbau der Münchner Residenz und des Würzburger Doms
Hans-Dürrmeier-Weg, Schwanthalerhöhe
(2002) Hans Dürrmeier (1899–1977), Verlagskaufmann, erster Generaldirektor des Süddeutschen Verlags, Mitbegründer der Deutschen Journalistenschule
Hans-Ehard-Straße, Perlach
(1981) Hans Ehard (1887–1980), Jurist, Politiker der CSU, von 1946 bis 1954 sowie von 1960 bis 1962 bayerischer Ministerpräsident
Hanselmannstraße, Milbertshofen
(1913) Leonhard Hanselmann (1870–1937), Bauer und Bürgermeister von Milbertshofen
Hans-Fischer-Straße, Schwanthalerhöhe
(1949) Hans Fischer (1881–1945), Chemiker und Mediziner, 1930 Nobelpreis für Chemie
Hans-Fitz-Weg, Forstenried
(1988) Hans Fitz (1891–1972), Bühnenautor, Schauspieler und Regisseur am Staatstheater am Gärtnerplatz zu München
Hans-Fried-Weg, Neuperlach
(1979) Hans Fried (1908–1977), Politiker der SPD, Stadtrat in München
Hans-Goltz-Weg, Obermenzing
(1957) Hans Goltz (1873–1927), Kunsthändler, Pionier der modernen Kunst
Hans-Grässel-Weg, Neuhadern
(1947) Hans Grässel (1860–1939), Architekt und Baubeamter in München
Hans-Heiling-Straße, Englschalking
(1934) Hans Heiling, eine romantische Oper von Heinrich Marschner, 1833 in Berlin uraufgeführt
Hansjakobstraße, Berg am Laim
(1933) Heinrich Hansjakob (1837–1916) katholischer Geistlicher, badischer Heimatschriftsteller und Gründer einer Winzergenossenschaft
Hans-Jensen-Weg, Freimann
(1996) Hans Jensen (1907–1973), Physik-Nobelpreisträger
Hans-Jochen-Vogel-Platz, Olympiapark
(2021) Hans-Jochen Vogel (1926–2020), deutscher Politiker, u. a. Oberbürgermeister von München
Hans-Klein-Straße, Untersendling
(2002) Hans Klein (1931–1996), Politiker der CSU, ab 1968 Pressechef der Olympischen Spiele in München. Von 1987 bis 1989 war er Bundesminister für wirtschaftliche Zusammenarbeit, von 1989 bis 1990 als Bundesminister für besondere Aufgaben Leiter des Presse- und Informationsamtes der Bundesregierung und von 1990 bis zu seinem Tode Vizepräsident des Deutschen Bundestages
Hans-Koch-Weg, Am Waldfriedhof
(1965) Hans Koch (1894–1959), evangelischer Theologe, Osteuropa-Historiker, Nachrichten-Offizier des Oberkommandos der Wehrmacht, Direktor des Osteuropa-Instituts München
Hanslbauerstraße, Gartenstadt Trudering
(1954) Hanslbauer, Hausname eines Hofgutes in Trudering
Hans-Leipelt-Straße, Alte Heide-Hirschau
(1963) Hans Leipelt (1921–1945), Chemiestudent, Mitglied der Widerstandsgruppe Weiße Rose, deren Arbeit er fortsetzte. 1945 in München-Stadelheim hingerichtet
Hans-Lohr-Weg, Neuperlach
(1974) Hans Lohr (1879–1938) Geistlicher Rat, Mitglied des Bayerischen Landtags
Hans-Mielich-Platz, Untergiesing
(1876) Hans Mielich (1516–1573), Münchner Renaissancemaler und Zeichner
Hans Milichstraße,
(1879)
Hans-Mielich-Straße, Untergiesing
(1876) Hans Mielich (1516–1573), Münchner Renaissancemaler und Zeichner
Hans-Pfann-Straße, Gartenstadt Trudering
(1958) Hans Pfann (1873–1958), Oberstudiendirektor, Schriftsteller, Alpinist, Gründungsmitglied eines Vorgängers der heutigen Hochschule für angewandte Wissenschaften München
Hans-Pössenbacher-Weg, Perlach
(1981) Hans Pössenbacher (1895–1979), Schauspieler, Synchron-Sprecher
Hans-Preißinger-Straße, Sendling
(1989) Hans Preißinger (1915–1986), Politiker der SPD. Nach 1945 wirkte er beim Wiederaufbau der sozialistischen Jugendorganisation mit, von 1952 bis 1978 war er Stadtrat in München, besondere Verdienste erwarb er sich um den sozialen Wohnungsbau und die Reform des Münchner Schulwesens.
Hans Sachsstraße,
(1918)→Hans-Sachs-Straße
Hans-Sachs-Straße, Isarvorstadt
(1897) Hans Sachs (1494–1576), Nürnberger Schuhmacher, Meistersinger und Dramatiker. Richard Wagner setzte ihm in der Oper Die Meistersinger von Nürnberg ein Denkmal.
Hans-Schweikart-Straße, Perlach
(1981) Hans Schweikart (1895–1975), Regisseur und Schauspieler an den Münchner Kammerspielen und dem Residenztheater
Hans-Steinkohl-Straße, Aubing
(2006) benannt nach Dr. med Hans Steinkohl (1925–2003). Von 1968 bis 1972 war er der 2. Bürgermeister Münchens.
Hans-Stützle-Straße, Freiham
(2006) Hans Stützle (1928–2003), Sozialpolitiker. Er war von 1956 bis 1960 und von 1963 bis 1978 Mitglied des Stadtrats. Von 1978 bis 1992 war er Sozialreferent der Landeshauptstadt.
Hans-Thonauer-Straße, Laim
(1922) Hans Donauer der Ältere (1521–1596), in München gebürtiger Maler
Harald-Dohrn-Straße, Lerchenau
(1963) Harald Dohrn (1885–1945), Sympathisant der Weißen Rose und Regimekritiker zur Zeit des Nationalsozialismus, am 29. April 1945 von einem SS-Kommando erschossen.
Hararestraße, Neuperlach
(2020) Harare, Hauptstadt Simbabwes
Harburger Straße, Altaubing
(1947) Harburg, Kleinstadt im Landkreis Donau-Ries, an der Romantischen Straße gelegen
Hardenbergstraße, Moosach
(1913) Karl August von Hardenberg (1750–1822), preußischer Staatsmann, für seine Verdienste in den Freiheitskriegen gegen Napoleon I. 1814 in den Fürstenstand erhoben
Hardenstraße, Lerchenau
(1947) Maximilian Harden (1861–1927), Publizist, Journalist, Schauspieler
Haringerweg, Berg am Laim
(1963) Haringer, katholischer Dorfpfarrer von Trudering im 15. Jahrhundert
Harkortweg, Freimann
(1965) Friedrich Harkort (1793–1880), „Vater des Ruhrgebiets“ genannt, Unternehmer und Politiker. Er setzte sich für das Verbot von Kinderarbeit und den Gesundheitsschutz für Werktätige ein.
Harlachinger Berg, Harlaching
(1951) benannt nach Harlaching, dem südöstlichen Stadtteil von München und einer Gartenvorstadt von München, im 12. Jahrhundert urkundlich als Hadelaichen erwähnt, 1854 als Ortsteil von Giesing eingemeindet.
Harlachingermühlweg,
(1876)
Harlachinger Straße, Untergiesing
(1881) siehe Harlachinger Berg
Harmatinger Straße, Am Waldfriedhof
(1934) Harmating, Ortsteil der oberbayerischen Gemeinde Egling im Landkreis Bad Tölz-Wolfratshausen, mit einem sehenswerten Schloss.
Harnierplatz, Freimann
(1947) Adolf von Harnier, (1903–1945), Jurist und Rechtsanwalt sowie bayerischer Patriot und Widerstandskämpfer gegen den Nationalsozialismus. Ab 1937 leitete er die als Harnier-Kreis bekannte Widerstandsgruppe. Zu 10 Jahren Zuchthaus verurteilt starb er kurz vor seiner Freilassung an Entkräftung.
Harpprechtstraße, Lerchenau
(1960) Theodor Harpprecht (1841–1885), aus Stuttgart gebürtiger Alpinist, Mitbegründer der Sektion Schwaben des Deutschen Alpenvereins. Zahlreiche Erstbesteigungen hauptsächlich Tiroler und Südtiroler Berge werden ihm zugeschrieben.
Harrisfeldweg, Freimann
(1950) Harrisfeld, ein Flurname
Harsdörferstraße, Ramersdorf
(1925) Georg Philipp Harsdörffer (1607–1658), Dichter des Barock aus Fischbach, heute Ortsteil von Nürnberg
Hartelstraße, Laim
(1925) Hartel von Paesingen, Name eines Schlossherrn aus unbekannter Zeit
Hartlstraße, Solln
1947 umbenannt in Fertigstraße.
Harthausen,
(1876) Menterschweige
Harthauser Platz, Menterschwaige
1946 umbenannt in Schmorellplatz
Harthauserstraße,
(1918)→Harthauser Straße
Harthauser Straße, Harlaching
(1900) Harthausen, der frühere Name für den Gutshof Menterschwaige, bereits 1012 urkundlich erwähnt, heute ein denkmalgeschützter Gutshof mit Biergarten in Harlaching
Harthauser Weg, Freiham
Harthausen, ein Ortsteil von Friedberg (Bayern) bei Augsburg
Hartingaustraße,
(1918) 29. Stadtbezirk
Hartlebenstraße, Pasing
(1947) Otto Erich Hartleben (1864–1905), Schriftsteller
Hartliebstraße, Neuhausen
(1900) Johannes Hartlieb (um 1400–1468), Arzt, Diplomat, Hofdichter und Leibarzt am Hof der Wittelsbacher in München
Hartmannshoferstraße,
(1918) nun Hartmannshofer Straße
Hartmannshofer Straße, Moosach
(1913) Hartmannshofen, 1429 in Moosach als Hof urkundlich erwähnt
Hartmannstraße, Altstadt-Lehel
(1872) Jakob von Hartmann (1795–1873), bayerischer General der Infanterie, der sich in den Schlachten 1870/71 bei Wörth, Sedan und Weißenburg ausgezeichnet hatte und dafür den erblichen Adel erhielt.
Hartwaldstraße, Großhadern
(1954) Hartwald, Flurname aus dem 11. Jahrhundert, wobei Hart, Hardt für „bewaldeter Hang“ oder „Waldweide“ stehen dürfte.
Hartweg, Freimann
(1950) siehe Hartwaldstraße
Hartwigstraße,
(1918) 27. Stadtbezirk
Haselburgstraße, Harlaching
(1935) Haselburg, eine Halbruine aus dem 13. Jahrhundert, oberhalb Bozen/Südtirol gelegen
Haselwurzweg, Moosach
(2002) Gewöhnliche Haselwurz
Hasenberglstraße, Hasenbergl
(1947) Flurname, der dann auch dem Stadtteil seinen Namen gibt
Haseneystraße, Großhadern
(1951) Johann Peter Haseney (1812–1869), Kupferstecher bei der Bayerischen Hypotheken- und Wechselbank, der den Entwurf für die erste bayerische Briefmarke, den „Schwarzen Einser“, fertigte.
Hasenstraße,
(1918) nun Seidlstraße
Hasenstraße, Lerchenau-West
(1921) Hasen
Hasenthalweg, Mittersendling
(1937) Flurname
Haslangstraße, Laim
(1956) Die Grafen von Haslang auf Hohenkammer und Haslangkreit gehörten dem bayerischen Uradel an; sie werden bereits 1165 urkundlich erwähnt, sind aber seit 1804 im Mannesstamm ausgestorben. Sie besaßen auch Güter bei Dachau.
Haspiederstraße,
(1918) 19. Stadtbezirk
Haßfurter Straße, Aubing-Süd
(1959) Haßfurt, Kreisstadt des Landkreises Haßberge im Regierungsbezirk Unterfranken.
Hatzelweg, Forstenried
(1962) Katharina Hatzel, Einwohnerin von Forstenried zur Zeit des Dreißigjährigen Krieges
Hatzfelder Weg, Forstenried
(1935) Hatzfeld, zeitweiliger deutscher Name der im rumänischen Banat gelegenen Stadt Jimbolia
Haubenlerchenweg, Am Hart
(1945) Haubenlerche, Singvogel aus der Familie der Lerchen
Hauberrißerstraße, Harlaching
(1922) Georg von Hauberrisser (1841–1922), Architekt, Baumeister unter anderem des Münchner Rathauses und der Münchner Paulskirche, Ehrenbürger der Stadt
Hauberstraße,
(1918) 17. Stadtbezirk
Hauensteinstraße, Giesing
(1935) Burg-Ruine Hauenstein oberhalb Seis am Schlern in Südtirol
Hauffstraße, Mittersendling
(1923) Wilhelm Hauff (1802–1827), Schriftsteller, bekannt durch seine Märchen- und Sagenbücher
Haunerstraße, Laim
(1922) August Hauner (1811–1884), Arzt und Pädiater. Das Dr. von Haunersches Kinderspital geht mit zurück auf die von ihm 1846 geschaffene erste Münchner Kinderklinik.
Hauschildstraße, Obersendling
(1947) Wilhelm Hauschild (1827–1887), Historienmaler. Berühmt sind seine Deckenmalereien in Schloss Linderhof und Herrenchiemsee
Hauseggerstraße, Allach
(1952) Siegmund von Hausegger (1872–1948), österreichischer Komponist und Dirigent, ab 1920 Chefdirigent der Münchner Philharmoniker.
Haushamer Straße, Harlaching
(1925) Hausham, Gemeinde im oberbayerischen Landkreis Miesbach
Haushoferstraße, Herzogpark
(1914) gewidmet den Brüdern Karl Haushofer (1839–1895), Mineraloge und Max Haushofer (1840–1907), Nationalökonom
Hausmannstraße, Allach
(1953) Allacher Hausname
Hauttmannweg, Am Hart
(1957) Max Hauttmann (1888–1926), Kunsthistoriker und Professor für Kunstgeschichte an der Universität München
Hauzenberger Straße, Laim
(1972) Hauzenberg, Stadt im Landkreis Passau
Havelstraße, Englschalking
(1935) Havel, 334 km langer, größtenteils schiffbarer Nebenfluss der Elbe. Er streift Berlin und fließt durch Potsdam.
Hawartstraße, Neuhausen
(1929) König Hawart aus Dänemark, eine Sagengestalt im Nibelungenlied
Haydnstraße, Ludwigsvorstadt
(1887) Joseph Haydn (1732–1809), österreichischer Komponist der Wiener Klassik
Haylerstraße, Moosach
(1947) Friedrich Hayler (? –1892), Kaufmann, der 1931 mit 250000 Reichsmark eine Wohltätigkeitsstiftung errichtete
Hebammengasse,
(1835)
Hebammenstraße,
(1876) später Rieserstraße
Hebenstreitstraße, Untergiesing
(1898) Hebenstreit, Münchner Glasmalerfamilie im 16. und 17. Jahrhundert, darunter Hans Hebenstreit, Sigmund und Ferdinand Hebenstreit, die für den herzoglichen Hof zu München, aber auch in Kirchen Glasmalereien fertigten.
Heberleinstraße,
(1918) 22. Stadtbezirk
Hechendorfer Straße, Obersendling
(1929) Hechendorf, Ortsteil der Gemeinde Seefeld im Landkreis Starnberg
Hechenwanger Weg, Laim
(1977) Hechenwang, Ortsteil der Gemeinde Windach im Landkreis Landsberg am Lech
Hechtseestraße, Ramersdorf
(1930) Hechtsee, kleiner See in Tirol, unweit Kiefersfelden
Hechtstraße, Gartenstadt Trudering
(1935) Hecht, aggressiver Raubfisch, der auch kleineren Wasservögeln nachstellt
Heckenacker, Freimann
(1950) Flurname
Heckenhofer Straße, Aubing-Süd
(1947) Heckenhof, Ortsteil der oberfränkischen Gemeinde Aufseß im Landkreis Bayreuth
Heckenrosenstraße, Großhadern
(1938) Heckenrose, auch Buschrose oder Wildrose genannt
Heckenstallerstraße, Sendling-Westpark
(1898) Urban Heckenstaller (? − 1748), bayerisch-kurfürstlicher Geheimer Kanzleisekretär, trug mit seinen Schriften maßgeblich zum letztlich gescheiterten Aufstand gegen die österreichischen Besatzungstruppen bei.
Heckenstallertunnel, Sendling-Westpark
(2018) wie vorstehend; Unterscheidung zur oberirdisch verlaufenden Heckenstallerstraße
Heckscherstraße, Münchner Freiheit
(1932) August Heckscher (1848–1941), in Hamburg gebürtiger US-amerikanischer Industrieller und Philanthrop. Die von ihm ins Leben gerufene Stiftung trug 1929 zur Gründung der Heckscher-Klinik in München bei.
Hederichstraße, Lerchenau-Ost
(1947) Hederich, auch Acker-Rettich oder Wilder Rettich genannt, Pflanzenart aus der Familie der Rettiche
Hedwig-Dransfeld-Allee, Neuhausen
(1989) Hedwig Dransfeld (1871–1925), deutsche Frauenrechtlerin
Hedwig-Kämpfer-Straße, Aubing
(2017) Hedwig Kämpfer (1889–1947), in München gebürtige Kontoristin und Politikerin in der Weimarer Republik, emigrierte 1935 nach Frankreich
Hedwigstraße, Neuhausen
(1900) Hedwig von Andechs (1174–1243), Tochter des Andechser Grafen Berthold IV., 1267 heiliggesprochen
Heerstraße, Obermenzing
(1947) Vermutlich eine schon von den Römern geschaffene Straße, die naturgemäß auch militärische Bedeutung hatte.
Hefner-Alteneck-Straße, Isarvorstadt
(1928) Jakob Heinrich von Hefner-Alteneck (1811–1903), Kunsthistoriker und Museumsdirektor
Hefnerstraße, Obergiesing
(1908) Joseph von Hefner (1799–1862), Gymnasiallehrer, Gründer der ersten Kinderkrippe in der Au
Hegelstraße, Waldperlach
(vor 1930) Georg Wilhelm Friedrich Hegel (1770–1831), bedeutender Philosoph
Hehnstraße, Allach
(1947) Victor Hehn (1813–1890), deutsch-baltischer Kulturhistoriker
Heideckstraße, Neuhausen
(1900) Karl Wilhelm von Heideck (1788–1861), Maler und General
Heidelbergerplatz,
(1918) 22. Stadtbezirk
Heidelberger Straße, Münchner Freiheit
(1906) Heidelberg, Universitätsstadt in Baden-Württemberg, ehemalige kurpfälzische Residenzstadt, älteste Universität Deutschlands, gegründet 1386
Heidelerchenstraße, Lerchenau-West
(1947) Heidelerche, Vogelart aus der Familie der Lerchen
Heidemannstraße, Freimann
(1947) Johann Nepomuk Heidemann († 1913), Geheimer Kommerzienrat, gründete eine Stiftung zur Unterstützung kinderreicher Familien.
Heidenreichstraße, Ramersdorf
(1962) Erhard Heidenreich (1455–1524), Dombaumeister, Bildhauer in Regensburg
Heideröschenweg, Harlaching
(1935) Heideröschen, Pflanze aus der Gattung Seidelbast
Heidestraße, Neuperlach
(1930) benannt nach der Perlacher Heide
Heidestraße, Solln
1947 umbenannt in Fleischmannstraße
Heigelstraße, Harlaching
(1922) Karl Theodor von Heigel (1842–1915), Historiker und Archivar, Professor der Geschichte an der Universität München
Heigenmooserstraße, Laim
(1934) Josef Heigenmooser (1845–1921), Lehrer, Direktor der Kreislehrerinnenbildungsanstalt für Oberbayern
Heiglhofstraße, Neuhadern
(1947) Heiglhof, Name eines vormals über tausend Jahre bestehenden Bauernhofes
Heilbrunner Straße, Berg am Laim
(1925) Bad Heilbrunn, Gemeinde im Landkreis Bad Tölz-Wolfratshausen
H.Geistgasse,
(1835)
Hl.Geiststraße,
(1876)
Heiliggeiststraße, Altstadt
(vor 1806) Heilig-Geist-Kirche (München), eine der ältesten Kirchen Münchens
Heilmaierstraße, Solln
(1955) Max Heilmaier (1869–1923), Bildhauer und Medailleur
Heilmannstraße, Thalkirchen
(1938) Jakob Heilmann (1846–1927), Architekt und Bauunternehmer mit Schwerpunkt Eisenbahnbau, später auch Hochbau
Heilwigstraße, Waldtrudering
(1933) Heilwig, im Mittelalter sehr beliebter weiblicher Vorname
Heimburgstraße, Pasing
(1947) Wilhelmine Heimburg (1848–1912), eigentlich Emilie Wilhelmine Bertha Behrens, Schriftstellerin
Heimdallstraße, Waldperlach
(1955) Heimdall, nordischer Gott aus dem Geschlecht der Asen
Heimeranplatz, Schwanthalerhöhe
(1897) Heimeran von Straubing, Stadtzimmerermeister, der 1477 den Dachstuhl der Münchner Frauenkirche errichtete
Heimeranstraße, Schwanthalerhöhe
(1891) siehe vorstehend
Heimgartenstraße, Obergiesing
(1899) Heimgarten, 1791 m hoher Berg in den Bayerischen Voralpen
Heimperthstraße, Lerchenau-Ost
(1947) Heimperth, Edler von Feldmoching zwischen 883 und 906
Heimstättenstraße, Freimann
(1932) Heimstätte, Wohnungsgenossenschaft
Heinar-Kipphardt-Weg, Bogenhausen
(1983) Heinar Kipphardt (1922–1982), Schriftsteller und bedeutender Vertreter des Dokumentartheaters
Heinleinstraße, Parkstadt Solln
(1964) Heinrich Heinlein (1803–1885), Maler
Heinrich-Böll-Straße, Riem
(2006) Heinrich Böll (1917–1985), Schriftsteller und Übersetzer, Nobelpreis für Literatur 1972
Heinrich-Braun-Weg, Lerchenau-Ost
(1955) Heinrich Braun (1732–1792), Benediktiner, Bildungs- und Schulreformer in der Zeit der Aufklärung im Kurfürstentum Bayern; 1770 wurde Braun zum Landeskommissar für das Volksschulwesen ernannt.
Heinrich-Buz-Weg, Allach
(1969) Heinrich von Buz (1833–1918), Techniker und Industrieller, 1864 Direktor der Maschinenfabrik Augsburg, die 1898 in die Maschinenfabrik Augsburg-Nürnberg fusionierte.
Heinrich-Geißler-Straße, Freimann
(1932) Heinrich Geißler (1814–1879), Glasbläser und Instrumentenmacher, erfand die Geißlerröhre, die unter anderem für Leuchtröhren Verwendung finden.
Heinrich-Goebel-Straße, Laim
(1939) Heinrich Göbel (1818–1893), deutsch-US-amerikanischer Feinmechaniker, der nach eigenen Angaben bereits 1850 die ersten Glühlampen fertigte, was sich aber nicht verifizieren lässt.
Heinrich-Groh-Straße, Freimann
(1932) Heinrich Groh (1847–1922), Landesökonomierat, hat sich um die Gemeinde Freimann große Verdienste erworben.
Heinrich-Heine-Straße, Laim
(1957) Heinrich Heine (1797–1856), deutscher Dichter, Schriftsteller und Journalist
Heinrich-Kley-Straße, Schwabing
(1988) Heinrich Kley (1863–1945), Zeichner und Maler, dessen Zeichnungen und Karikaturen in Zeitschriften wie dem Simplicissimus erschienen
Heinrich-Kröller-Straße, Harlaching
(1956) Heinrich Kröller (1880–1930), Tänzer und Choreograf an den ersten Bühnen von Berlin, München und Wien
Heinrich-Lammel-Straße, Blumenau
(1954) Heinrich Lammel (1884–1952), der sich der Versorgung der Kriegsopfer annahm.
Heinrich-Laube-Weg, Oberföhring
(1980) Heinrich Laube (1806–1884), Schriftsteller, Dramatiker und Theaterleiter
Heinrich-Lübke-Straße, Neuperlach
(1973) Heinrich Lübke (1894–1972), Politiker der CDU, von 1953 bis 1959 Bundesminister für Ernährung, Landwirtschaft und Forsten, von 1959 bis 1969 deutscher Bundespräsident
Heinrich-Mann-Allee, Herzogpark
(1956) Heinrich Mann (1871–1950), Schriftsteller, jüngerer Bruder von Thomas Mann
Heinrich-Schütz-Weg, Pasing
(1956) Heinrich Schütz (1585–1672), Komponist des Frühbarock
Heinrich-Stieglitz-Kehre, Sendling
(1981) Heinrich Stieglitz (1868–1920), Stadtpfarrer von Thalkirchen. Er setzte sich sehr für seine Gemeinde ein, war Vorstand des Katechetenvereins und führte die sogenannte „Münchner Methode“ für die Katechese ein.
Heinrich Voglstraße,
(1918) 24. Stadtbezirk
Heinrich-Vogl-Straße, Solln
(1900) Heinrich Vogl (1845–1900), Opernsänger (Heldentenor) und Komponist
Heinrich-Wieland-Straße, Neuperlach
(1965) Heinrich Wieland (1877–1957), Chemiker, 1927 Nobelpreis für Chemie
Heinrich-Zisch-Weg, Untergiesing
(1956) Heinrich Zisch, (1869–1947), Vereinspräsident des TSV 1860 München und Erbauer des Grünwalder Stadions
Heinrothstraße, Lochhausen
(1947) Oskar Heinroth (1871–1945), Zoologe, Ornithologe, Verhaltensbiologe
Heinzelmännchenstraße, Waldperlach
(vor 1930) Heinzelmännchen, nach der Sage Kölner Hausgeister
Heinz-Goerke-Straße, Großhadern
(2018) Heinz Goerke (1917–2014), Medizinhistoriker und Hochschullehrer, langjähriger Ärztlicher Direktor des Klinikums Großhadern
Heinz-Hilpert-Straße, Neuperlach
(1981) Heinz Hilpert (1890–1967), Theaterintendant Regisseur Schauspieler
Heisenbergstraße, Am Hart
(1934) August Heisenberg (1869–1930), ab 1910 Professor für Byzantinistik in München, Vater von Werner Heisenberg
Heißstraße, Untersendling
(1901) Hugo Heiß (? – ?), ein Teilnehmer an der gescheiterten Bayerischen Landeserhebung 1705 gegen die Österreicher
Heiterwanger Straße, Mittersendling
(1926) Heiterwang, kleine Gemeinde im Bezirk Reutte in Tirol
Heldackerweg, Trudering
(1936) Heldacker, ein Flurname
Heldstraße, Neuhausen
(1955) Hans Ludwig Held (1885–1954), Bibliothekar und Schriftsteller
Helene-Lange-Weg, Oberwiesenfeld
(1989) Helene Lange (1848–1930), Lehrerin, Frauenrechtlerin, Politikerin der Deutschen Demokratischen Partei
Helene-Mayer-Ring, Olympiapark
(1971) Helene Mayer (1910–1953), mehrfache Deutsche Meisterin, Olympiasiegerin 1936 und Weltmeisterin 1937 im Florettfechten
Helenenstraße, Waldtrudering
(1933) Helene, weiblicher Vorname
Helene-Weber-Allee, Oberwiesenfeld
(1989) Helene Weber (1881–1962), Frauenrechtlerin, Politikerin der Deutschen Zentrumspartei in der Weimarer Republik, ab 1945 in der CDU, ab 1952 Vorsitzende des Müttergenesungswerks
Helene-Wessel-Bogen, Freimann
(1996) Helene Wessel (1898–1969), Juristin, Frauenrechtlerin, Politikerin der SPD und Mitglied des Parlamentarischen Rates
Helfendorfer Straße, Ramersdorf
(1935) Helfendorf, ehemalige Gemeinde, jetzt als Großhelfendorf ein Ortsteil der Gemeinde Aying im Landkreis München
Helfenriederstraße, Obersendling
(1923) Christoph Helfenrieder (? – 1635), Maler in Meran in Südtirol
Helferichstraße, Allach-Untermenzing
(1947) Johann von Helferich (1817–1892), deutscher Nationalökonom, Professor an der Universität München
Helgastraße, Waldtrudering
(1937) Helga, weiblicher Vorname
Hellabrunn,
(1876) bei Harlaching
Hellabrunner Straße, Untergiesing
(1899) Hellabrunn, ein ehemaliger Rittersitz, der dem jetzigen Tierpark Hellabrunn den Namen gab
Hella-von-Westarp-Straße, Riem
(1936) Haila von Westarp (1886–1919), Sekretärin der rechtsextremen Thule-Gesellschaft, in der Zeit der Münchner Räterepublik von Rotgardisten als Geisel erschossen
Hellensteinstraße, Aubing-Süd
(1947) Schloss Hellenstein, ehemalige Festungsanlage oberhalb der Stadt Heidenheim an der Brenz in Baden-Württemberg
Hellihofweg, Neupasing
(1970) Hellihof, Hofbezeichnung eines alten Pasinger Bauernanwesens
Helmholtzstraße, Neuhausen
(1960) Richard von Helmholtz (1852–1934), Ingenieur und Konstrukteur von Dampflokomotiven
Helmontstraße, Waldperlach
(vor 1930) Johan Baptista van Helmont (1580–1644), flämischer Universalwissenschaftler, vor allem als Arzt, Naturforscher und Chemiker
Helmpertstraße, Laim
(1901) Helmpert, Edler, in einer Urkunde erwähnt, in der erstmals Laim genannt ist.
Helmrichweg, Altaubing
(1985) Gustav Helmrich, SPD-Gemeinderat in der bis 1942 selbständigen Gemeinde Aubing, 1933 von den Nationalsozialisten verhaftet und misshandelt. 1951–1962 Vorsitzender des Aktionsausschusses, eines Vorläufers des Bezirksausschusses.
Helmstädtstraße, Neuhadern
(1958) Carl Helmstädt, bürgerlich Karl Eberle, (1834–1913), Volkssänger, Schriftsteller, Schauspieler
Helmtrudenstraße, Münchner Freiheit
(1897) Helmtrude von Bayern (1886–1977), Prinzessin, Tochter von König Ludwig III.
Helmunistraße, Feldmoching
(1948) Helmuni, ein Adeliger aus dem Geschlecht der Preysing im 8. Jahrhundert
Helmut-Dietl-Straße, Berg am Laim
(2016) Helmut Dietl (1944–2015), Filmschauspieler, Regisseur und Drehbuchautor

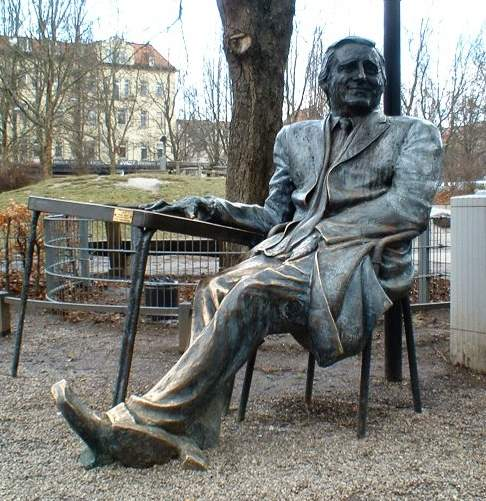
Helmut Fischer als Monaco Franze

Helmut-Fischer-Platz, Schwabing-West
(1998) Helmut Fischer (1926–1997), Schauspieler, bekannt als Darsteller des „Monaco Franze“
Helmut-Kohl-Allee, Schwabing-Freimann
(2021) Helmut Kohl (1930–2017), deutscher Politiker und Bundeskanzler
Helmut-Käutner-Straße, Neuperlach
(1981) Helmut Käutner (1908–1980), Schauspieler, Kabarettist, Regisseur
Helmut-Schmidt-Allee, Freiham
(2017) Helmut Schmidt (1918–2015), Politiker der SPD, Bundeskanzler von 1974 bis 1982
Helsinkistraße, Messestadt Riem
(2001) Helsinki, Hauptstadt Finnlands
Heltauer Straße, Trudering
(1933) Heltau, deutscher Name der 1207 von Siebenbürger Sachsen gegründeten Stadt Cisnădie in Rumänien
Henckystraße, Moosach
(1970) Karl Hencky (1889–1963), Kraftswerks-Ingenieur, ab 1918 erster wissenschaftlicher Leiter des Forschungsinstitut für Wärmeschutz in München
Hengelerstraße, Moosach
(1928) Adolf Hengeler (1863–1927), aus Kempten (Allgäu) stammender Maler, ab 1884 Mitarbeiter und Zeichner der Illustrierten Fliegende Blätter
Hennegaustraße,
(1918) 22. Stadtbezirk
Henny-Seidemann-Straße, Schwabing-Freimann
(2021) Henny Seidemann (1922–2012), Zeitzeugin des Holocaust
Henrik Ibsenstraße,
(1918) 23. Stadtbezirk
Henrik-Ibsen-Straße, Neuhausen
(1907) Henrik Ibsen (1828–1906), norwegischer Dramatiker und Lyriker
Henschelstraße, Lochhausen
(1947) Carl Anton Henschel (1780–1861), Oberbergrat und Begründer der Maschinenfabrik Henschel & Sohn in Kassel
Heppstraße, Feldmoching
(1947) Günther Hepp (1909–1937), Alpinist, am Nanga Parbat tödlich verunglückt
Herbergstraße, Feldmoching
(1938) nach Neuherberg, einer nahegelegenen Gaststätte
Herbert-Bayer-Straße, Schwabing-Freimann
(2001) Herbert Bayer (1900–1985), Grafik-Designer und Maler
Herbert-Kadner-Straße, Feldmoching
(1947) Herbert Kadner (1899–1921), Alpinist, in den Ötztaler Alpen tödlich verunglückt
Herbert-Quandt-Straße, Südgiesing
(1987) Herbert Quandt (1910–1982), Unternehmer, dem 1960 die Sanierung von BMW gelang
Herbert-Schober-Straße, Untermenzing
(1983) Herbert Schober (1905–1975), Physiker und Augenarzt, Professor an der Universität München
Herbigstraße, Allach
(1947) Gustav Herbig (1868–1925), Sprachwissenschaftler, Indogermanist und Etruskologe, Professor an der Universität München
Herbststraße, Maxvorstadt
(um 1810) nach der Jahreszeit benannt
Herderstraße, Nymphenburg
(1900) Johann Gottfried Herder (1744–1803), Dichter, Übersetzer, Theologe und Philosoph, den Goethe 1776 nach Weimar zog
Herderwiesweg, Trudering
(1936) Herderwies, ein Flurname
Hererostraße, Waldtrudering
(2006) Bantustamm der Herero, lebt hauptsächlich in Namibia, der früheren deutschen Kolonie Südwestafrika
Herglstraße,
(1918) 19. Stadtbezirk
Heribertstraße,
(1918) 27. Stadtbezirk
Herkomerplatz, Bogenhausen
(1927) Hubert von Herkomer (1849–1914), aus der Nähe von Landsberg am Lech gebürtiger Maler, Grafiker, Bildhauer, Schriftsteller, jedoch schon ab früher Jugend in Großbritannien aufgewachsen und naturalisiert
Herkomerstraße,
(1918) 29. Stadtbezirk
Hermann-Frieb-Straße, Lerchenau-Ost
(1964) Hermann Frieb (1909–1943), deutscher Sozialdemokrat und Widerstandskämpfer in der Zeit des Nationalsozialismus, 1943 zum Tod verurteilt und in München-Stadelheim hingerichtet
Hermann-Gmeiner-Weg, Englschalking
(1986) Hermann Gmeiner (1919–1986), österreichischer Sozialpädagoge, gründete in zahlreichen Ländern SOS-Kinderdörfer, in denen Waisenkinder, aber auch Sozialwaisen, aufwachsen
Hermann-Hahn-Platz, Solln
(1953) Hermann Hahn (1868–1945), Bildhauer
Hermann-Hesse-Weg, Neupasing
(1970) Hermann Hesse (1877–1962), deutsch-schweizerischer Schriftsteller, Dichter und Maler, 1946 Nobelpreis für Literatur
Hermann-Köhl-Straße, Pasing
(1947) Hermann Köhl (1888–1938), Kampfflieger, Flugpionier
Hermann Levistraße,
(1918) 22. Stadtbezirk
Hermann-Levi-Straße, Freimann
(1985) Hermann Levi (1839–1900), Orchesterdirigent, Komponist
Hermann-Lingg-Straße, Ludwigsvorstadt
(1906) Hermann Lingg (1820–1905), Mediziner, Dichter, Ehrenbürger von München
Hermann-Löns-Weg, Englschalking
(1983) Hermann Löns (1866–1914), Journalist, Schriftsteller, Dichter
Hermann-Paul-Straße, Untermenzing
(1947) Hermann Paul (1846–1921), Sprachwissenschaftler, Lexikograph, Mediävist, Professor der Philologie an der Universität München
Hermann-Proebst-Weg, Waldtrudering
(1976) Hermann Proebst (1904–1970), Journalist, Schriftsteller, Chefredakteur der Süddeutschen Zeitung
Hermann-Pünder-Straße, Neuperlach
(1985) Hermann Pünder, Jurist, Politiker der Deutschen Zentrumspartei, nach 1945 der CDU
Hermann-Reutter-Weg, Freimann
(1985) Hermann Reutter (1900–1985), Komponist und Pianist, Professor an der Hochschule für Musik in Stuttgart
Hermann-Sack-Straße, Hackenviertel
(1955) Hermann Sack (1390–1440), Gelehrter, Chronist, insbesondere für Münchens Frühgeschichte
Hermannsbergstraße,
Hermann-Schaller-Straße, Gartenstadt Trudering
(1935) Hermann Schaller (1906–1931), Münchner Alpinist, bei einer Himalaja-Expedition tödlich verunglückt
Hermann Schmidstraße,
(1918) 9. Stadtbezirk
Hermann-Schmid-Straße, Ludwigsvorstadt
(1887) Hermann von Schmid (1815–1880), Schriftsteller, Autor in der Zeitschrift „Die Gartenlaube“, 1876 geadelt
Hermann-Weinhauser-Straße, Berg am Laim
(2014) Hermann Weinhauser (1929–2007), Vorsitzender des Stadtbezirks Berg am Laim von 1958 bis 1990
Hermannsplatz,
(1918) 18. Stadtbezirk
Hermannstadter Weg, Trudering
(1970) Hermannstadt, deutscher Name der um 1200 gegründeten Stadt Sibiu in Siebenbürgen in Rumänien
Hermannstraße, Englschalking
(1934) Hermann, Romanfigur in „Hermann und Dorothea“ von Goethe
Hermann-Vogel-Straße, Freimann
Hermann Vogel (1827–1906), Obermedizinalrat in München
Hermann-von-Sicherer-Straße, Mittersendling
(1937) Hermann von Sicherer (1839–1901), Rechtswissenschaftler und Rechtshistoriker, Rektor der Universität München
Hermelinweg, Südgiesing
(1961) Hermelin, Raubtier aus der Familie der Marder
Hermine-Bland-Straße, Harlaching
(1914) Hermine Bland, eigentlich Hermine Steiner, (1850–1919), österreichische Schauspielerin
Hermine-von-Parish-Straße, Neupasing
(2018) Hermine von Parish (1907–1998), Gründerin einer Kostümpuppenmanufaktur und der Parish-Kostümbibliothek
Herrenchiemseestraße, Ramersdorf
(1945) Herrenchiemsee, größte Insel im Chiemsee
Herrenstrasse
(1835)
Herrnstraße, Altstadt
(vor 1814) Herrnstraße, Herkunft des Namens unsicher
Herrschinger Bahnweg, Aubing-Süd
(1938) folgt dem Verlauf der Bahnstrecke nach Herrsching am Ammersee
Herrschingerstraße
(1918) 19. Stadtbezirk
Herrschinger Straße, Am Waldfriedhof
(1925) Herrsching am Ammersee, Gemeinde im Landkreis Starnberg
Herschelstraße
(1918) 29. Stadtbezirk
Herterichstraße, Solln
(1947) Ludwig von Herterich (1856–1932) und Johann Caspar Herterich (1843–1905), Maler und Professoren an der Münchner Akademie der Bildenden Künste. Zuvor hieß die Straße zuerst Forstenrieder Straße, dann Hindenburgstraße.
Herthastraße, Nymphenburg
(1910) Hertha, eine der vielen Schreibweisen einer germanischen Gottheit Nerthus
Hertlingstraße, Harlaching
(1910) Friedrich Freiherr von Hertling (1781–1850), Generalleutnant; Georg Friedrich Graf von Hertling (1843–1919), Professor an der Universität München, Staatsminister und Reichskanzler
Hertlstraße, Neuhadern
(1951) Georg Hertl, einer der ersten urkundlich erwähnten Einwohner Haderns
Hertwigplatz, Allach-Untermenzing
(1947) Richard von Hertwig (1850–1937), Mediziner und Zoologe, Professor an der Universität München, Leiter der Zoologischen Staatssammlung und Direktor des Zoologischen Instituts
Hertwigstraße, Allach-Untermenzing
(1947) siehe vorstehend
Herzog Albrechtsplatz
(1918) 29. Stadtbezirk
Herzog-Ernst-Platz, Sendling
(1951) Ernst von Bayern-München (1373–1438), ab 1397 Herzog von Bayern-München
Herzog Garibaldstraße
(1918)→Herzog-Garibald-Straße
Herzog-Garibald-Straße, Harlaching
(1912) Garibald I. (nach 500 bis um 590), erster namentlich bekannter Herzog der Bajuwaren
Herzog-Heinrich-Brücke
(1960) Heinrich der Löwe (um 1129/30–1195)
Herzog-Heinrich-Straße, Ludwigsvorstadt
(1887) Heinrich der Löwe (um 1129/30–1195), aus dem Adelsgeschlecht der Welfen, Herzog von Sachsen, von 1156 bis 1180 auch Herzog von Bayern
Herzog-Johann-Straße, Obermenzing
(1947) Johann IV., Herzog von Bayern (1437–1463)
Herzog-Maxgässchen
(1835)
Herzog Maxstraße
(1879)
Herzog-Max-Straße, Kreuzviertel
(1803) Maximilian, Herzog von Bayern-Leuchtenberg (1638–1705), 1679–1680 Regent des Kurfürstentums Bayern für den noch minderjährigen Kurfürsten Max Emanuel
Herzog Odilostraße
(1918) 18. Stadtbezirk
Herzog-Rudolf-Straße, Altstadt
(1881) Rudolf I. von der Pfalz (1274–1319), Herzog von Oberbayern und Pfalzgraf bei Rhein, Begründer der pfälzischen Linie der Wittelsbacher
Herzog Wilhelmstraße
(1918)
Herzog-Wilhelm-Straße, Hackenviertel
(1886) Wilhelm V. (1548–1626), Herzog von Bayern von 1579 bis 1597
Herzogmaxgasse
(1873)
Herzogparkplatz
(1918) 29. Stadtbezirk
Herzogparkstraße, Herzogpark
(1908) der Herzogpark war Eigentum von Max Joseph in Bayern (1808–1888), aus der Linie der Herzöge in Bayern
Herzogspitalgasse
(1835)
Herzogspitalstraße, Hackenviertel
(1876 ?) nach dem Herzogspital, von Herzog Albrecht V. um 1550 gegründetes, 1601 vollendetes Spital für kranke Hofbedienstete
Herzogstandstraße, Obergiesing
(1899) Herzogstand, 1731 m hoher Berg in den Bayerischen Voralpen zwischen Walchensee und Kochelsee
Herzogstandstraße-Gronsdorf, Trudering
Die Straße ist die Fortsetzung der Herzogstandstraße im Haarer Ortsteil Gronsdorf auf Münchner Stadtgebiet.
Die Münchner Hausnummern beginnen bei 100 und haben die Anschrift 85540 München, mit Haarer Postleitzahl.
Herzogstraße, Schwabing/Schwabing-West
(1893) Max Emanuel in Bayern (1849–1893), bayerischer Generalleutnant und Mitglied des Reichsrats
Hesseloherstraße, Münchner Freiheit
(1891) Hans Hesseloher (?), bayerischer Ritter und Minnesänger des 15. Jahrhunderts

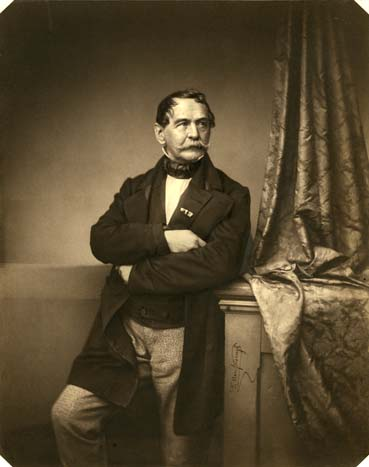
Peter von Hess

Heßstraße, Maxvorstadt/Neuhausen/Schwabing-West
(1897) Carl Ernst Christoph Heß (1755–1828), Zeichner und Professor an der Akademie der bildenden Künste, sowie seine Söhne Peter von Hess (1792–1871) und Heinrich von Hess (1798–1863) sowie Karl Hess (Maler) (1801–1874)
Heubergstraße, Berg am Laim
(1920) Heuberg, Berg im Inntal bei Brannenburg, einer Gemeinde im oberbayerischen Landkreis Rosenheim
Heufelder Straße, Berg am Laim
(1929) Heufeld, Ortsteil des Marktes Bruckmühl im Landkreis Rosenheim
Heuglinstraße, Lochhausen
(1956) Theodor von Heuglin (1824–1876), Afrika- und Polarforscher sowie Ornithologe, geadelt 1855
Heumarkt
(1835)
Heustrasse
(1835) nun Paul-Heyse-Straße
Heuwinkel, Sendling-Westpark
(1959) Heuwinklkapelle bzw. dem Ortsteil Heuwinkl der Gemeinde Iffeldorf im Landkreis Weilheim-Schongau
Hieberplatz, Obermenzing
(1947) Otto Hieber (1848–1897), Hofkapellmeister und Professor in München
Hiendlmayrstraße, Au
(1901) Sebastian Hiendlmayr († 1899), Privatier, Stifter einer großne Summe zugunsten der Giesinger Pfarrkirche und des städtischen Waisenhauses
Hierlangerweg, Mittersendling
(1937) Flurname der Mittersendlinger Flur
Hieronymusstraße, Pasing
(1959) Johann Hieronymus (1858–1915), Pasinger Baumeister
Hilblestraße, Neuhausen
(1956) Friedrich Hilble (1881–1937), Münchner Stadtrat, 2022 umbenannt in Maria-Luiko-Straße
Hildachstraße, Neupasing
(1947) Eugen Hildach (1849–1924), Komponist volkstümlicher Lieder
Hildeboldstraße, Schwabing-West
(1918) Hildebold (Hiltbold, Hiltebold) von Schwangau (um 1195–1254), Minnedichter
Hildebrandstraße, Moosach
(1928) Adolf von Hildebrand (1847–1921), Bildhauer
Hildegardstraße, Altstadt
(1873) Prinzessin Hildegard Luise von Bayern (1825–1864), Tochter König Ludwigs I.
Hildegard-Hamm-Brücher-Straße, Aubing-Lochhausen-Langwied
(2018) Hildegard Hamm-Brücher (1921–2016), Politikerin, bis 2002 Mitglied der FDP, Staatsministerin im Auswärtigen Amt der Bundesrepublik Deutschland
Hildegard-von-Bingen-Anger, Am Hart
(1999) Hildegard von Bingen (1098–1179), Äbtissin und Universalgelehrte
Hilgerstraße, Am Hart
(1934) Albert Hilger (1839–1905), Pharmakologe und Lebensmittelchemiker
Hillernstraße, Pasing
(1947) Wilhelmine von Hillern (1836–1916), Schauspielerin und Schriftstellerin
Hilsbacher Straße, Freimann
. (1932) Hilsbach, Stadt im Schwarzwald
Hiltenspergerstraße, Maxvorstadt
(1918) Johann Georg Hiltensperger (1806–1890), Historienmaler und Professor an der Akademie der Bildenden Künste
Hiltnerweg, Sendling-Westpark
(1966) Lorenz Hiltner (1862–1923), Agrarbiologe und Professor an der TH München
Himalajastraße, Trudering
(1933) Himalaja, Hochgebirge in Asien
Himbselstraße, Lehel
(1891) Johann Ulrich Himbsel (1787–1860), Architekt und bayerischer Baubeamter
Himmelreichstraße, Lehel
(1900) Ausflugswirtschaft Zum Himmelreich
Himmelschlüsselstraße, Feldmoching
(1947) Himmelschlüssel, Pflanze aus der Art der Primelgewächse
Hindelangstraße, Fürstenried
(1964) Bad Hindelang, Markt im bayerischen Allgäu
Hindenburgstraße,
(1918–1946) seit 1943 Landshuter Allee
Hindenburgstraße, Solln
1947 umbenannt in Herterichstraße
Hinterbärenbadstraße, Sendling-Westpark
(1937) Hinterbärenbad, Alpenvereinshütte in Tirol
Hinterbrühl, Thalkirchen
(1907) Hinterbrühl, einst Ortsteil der selbstständigen Gemeinde Thalkirchen
Hinterbrühler Weg, Thalkirchen
(1965) siehe vorstehend
Hintermeierstraße, Allach
(1961) Matthias Hintermaier (1862–1942), Bürgermeister der ehemals selbstständigen Gemeinde Untermenzing
Hinterrißstraße, Trudering
(1921) Hinterriß, Siedlung in Tirol
Hippelstraße, Trudering
(1930) Theodor Gottlieb von Hippel (1741–1796), Staatsmann, Schriftsteller und Sozialkritiker
Hippmannstraße, Nymphenburg
(1900) Ludwig Hippmann († 1901), Gründer des Kurgartens in Nymphenburg
Hirmerweg, Aubing
(1983) Hans Hirmer (1897–1980), Inhaber des Bekleidungshauses Hirmer
Hirmerstraße
(1918) 19. Stadtbezirk
Hirnerstraße, Sendling-Westpark
(1927) Franz Kaspar Hirner (Hierner), Postmeister in Anzing und ein Anführer des bayerischen Volksaufstandes von 1705
Hirschanger, am
(1918) 13. Stadtbezirk
Hirschau,
(1918 ?) nun Gyßlingstraße
Hirschauer Straße, Schwabing-Freimann
(1897) Hirschau, nördlicher Teil des Englischen Gartens
Hirschbergstraße, Neuhausen
(1897) Reinhold Hirschberg (1822–1876), Gründer und Kommandant der ersten Freiwilligen Feuerwehr in München
Hirschgarten, Nymphenburg
(um 1780)
Hirschgartenallee, Nymphenburg
(1945) (frühere Hirschgereuthstraße, nun Ulmenstraße) Park Hirschgarten
Hirsch-Gereuthstraße
(1918) 18. Stadtbezirk
Hirsch-Gereuth-Straße, Sendling-Westpark
(1945) Klara von Hirsch-Gereuth, wohltätige Stifterin
Hirschkäferweg, Milbertshofen
(1964) Hirschkäfer, Wappentier der Familie Keferloher, einem Milbertshofener Geschlecht
Hirschstraße, Moosach
(1913) vermutlich nach dem Moosacher Hirschbauern
Hirtenstrasse
(1835)
Hirtenstraße, Maxvorstadt
(um 1820) dort früher ansässige Hirten (s. a. Lämmerstraße)
Hirtentäschelweg, Hadern
(1947) Hirtentäschel, Pflanze
Hitlstraße, Untermenzing
(1958) Georg Hiltl (1863–1923), Medailleur
Hittoweg, Lochhausen
(1957) Hitto († 835), Bischof von Freising
Hitzestraße, Denning
(1931) Franz Hitze (1851–1921), katholischer Geistlicher, Reichstagsabgeordneter
Hochäckerstraße, Ramersdorf
(1930) Hochäcker, eine spezielle Ackerform
Hochalmstraße, Trudering
(1933) Hochalm, eine Bewirtschaftungsform im Gebirge
Hochbrückenstraße, Altstadt
(1873) ehemalige Hochbrücke über den Kaltenbach
Hochederstraße, Harlaching
(1922) Carl Hocheder (1854–1917), Architekt, Professor an der TH München
Hochfellnstraße, Berg am Laim
(1920) Hochfelln, Berg im Chiemgau
Hochgernstraße, Berg am Laim
(1920) Hochgern, Berg im Chiemgau
Hochkalterstraße, Giesing
(1937) Hochkalter, Berg in den Berchtesgadener Alpen
Hochkönigstraße, Trudering
(1933) Hochkönig, Berg in den Berchtesgadener Alpen
Hochlandstraße, Feldmoching
(1954) Hochland als Bezeichnung des bayerischen Voralpengebietes
Hochleite, Harlaching
(1907) Hochleite als Bezeichnung für Weg entöang eines Abhanges
Hochmeierstraße, Sendling
(1930) Hochmeier, eine von 1316 bis 1916 in Sendling ansässige Bauernfamilie
Hochmuttinger Straße, Feldmoching
(1947) Hochmutting, Ortsteil im benachbarten Oberschleißheim
Hochnißlstraße, Trudering
(1934) Hochnissl, Berg im Karwendel
Hochriesstraße, Berg am Laim
(1921) Hochries, Berg in den Chiemgauer Alpen
Hochsimmerstraße, Pasing
(?) Hochsimmer, eine alte Pasinger Bauernfamilie
Hochstiftsweg, Oberföhring
(2003) Erinnerung an die Zugehörigkeit dieses Gebiets zum ehemaligen Hochstift Freising
Hochstraße, Au
(1857) Lage auf einem steil abfallenden Isarhang, früher unter der Bezeichnung Fürstenweg Jagdweg nach Grünwald
Hochvogelplatz, Harlaching
(1921) Hochvogel, Berg in den Allgäuer Alpen
Hochwaldstraße, Großhadern
(?) nach dem nahegelegenen Waldgebiet
Hochwannerstraße, Sendling-Westpark
(1925) Hochwanner, Berg im Wettersteingebirge
Höcherstraße, Allach
(?) Josef Höcher (1865–1917), Gastwirt in Allach
Höchlstraße, Bogenhausen
(1897) Josef Höchl (1777–1838), Stadtbaumeister in München
Höchstädter Weg, Moosach
(1995) Höchstädt an der Donau
Hoeckhstraße, Thalkirchen
(um 1900) Hoeckh, Tölzer Bürgerfamilie
Höckherstraße
zwischen Fürstenrieder Straße und Lutzstraße
Höfatsstraße, Sendling-Westpark
(1934) Höfats, Berg in den Allgäuer Alpen
Högerstraße, Laim
(1922), Höger, alte Münchner Bürgerfamilie
Höglwörther Straße, Sendling-Westpark
(1925), Höglwörth, Ort bei Bad Reichenhall
Höhenkircherstraße, Obermenzing
(?) Höhenkircher, Familie aus dem alten Menzing
Höhenrainer Straße, Obersendling
(1929) Höhenrain, Ort südöstlich von München
Höhenstadter Straße, Berg am Laim
(1925) Bad Höhenstadt, Ort bei Passau
Hölderlinstraße, Sendling-Westpark
(1923) Friedrich Hölderlin (1770–1843), schwäbischer Lyriker
Höllentalstraße, Sendling-Westpark
(1925) Höllental im Wettersteingebirge
Höllriegelskreuther Straße, Thalkirchen
(1926) Höllriegelskreuth, Ortsteil von Pullach bei München
Höltystraße, Mittersendling
(1927) Ludwig Hölty (1748–1776), volkstümlicher Dichter
Hölzlweg, Freimann
(1950) Flurname
Hönigschmidplatz, Kleinhadern/Laim
(1949) Otto Hönigschmid (1878–1945), deutsch-österreichischen Chemiker, Professor an der Universität München
Hönlestraße, Laim
(1953) Alois Hönle (1871–1943), Münchner Volkssänger
Hörkherstraße, Laim
(1901) Liberat Hörkher, Augustinerpater, eine der 42 Münchner Geiseln im Dreißigjährigen Krieg
Hoerlstraße,
(1918) 25. Stadtbezirk
Hoerschelmannstraße, Parkstadt Solln
(1964) Rolf von Hoerschelmann (1885–1947), Maler, unter anderem für den Simplicissimus tätig
Hörselbergstraße, Parkstadt Bogenhausen
(1906) Hörselberge, Höhenzug in Thüringen
Hörwarthstraße, Schwabing-West
(1911) Hans Georg Hörwarth von Hohenburg (1553–1622), Staatsmann und Gelehrter
Hörweg, Freiham
(1942) Flurname
Höslstraße, Englschalking
(1959) Josef Hösl (1869–1941), Konzertmeister der Bayerischen Staatsoper
Hötzlring, Ramersdorf
(1954) Heinrich Hötzl, Großbauer und Kirchenpropst in Ramersdorf
Hofangerstraße, Ramersdorf
(1930) Hofanger, frühere Bezeichnung der Wiesen der Hofmark Perlach
Hofbauernstraße, Obermenzing
(1947) ehemaliger Bauernhof Zum Hofbauern
Hofbräuallee, Messestadt Riem,
(1987) neuer Standort der Brauerei des Staatlichen Hofbräuhauses
Hofbrunnstraße, Solln
(vor 1920) Wasserleitung von einem Brunnenwerk in Großhesselohe zum Schloss Fürstenried
Hofenfelsstraße, Neuhausen-Nymphenburg
(1900) Johann Christian von Hofenfels (1744–1787), Minister
Hofererweg, Bogenhausen
(1960) Rudolf Hoferer (1892–1943), Konservator am Bayerischen Landesamt für Denkmalpflege
Hoferichterweg, Waldtrudering
(1971) Ernst Hoferichter (1895–1966), Journalist, Schriftsteller und Schauspieler
Hofer Straße, Perlach
(1983) Hof, Stadt in Oberfranken
Hofgartenstrasse, Altstadt
(1835)→Hofgartenstraße
Hofgartenstraße, Altstadt
(1614) Hofgarten
Hofgraben, Altstadt
(?) überbauter Stadtgraben an der Nordseite des Alten Hofes
Hofgraben, am, Altstadt
(1835) → Hofgraben
Hofheimerstraße, Pasing
(1959) Paul Hofhaimer (1459–1537), Domorganist und Komponist
Hoflacher Straße, Aubing
(1947) Weiler Hoflach
Hofmannstraße, Obersendling
(1901) Johann Hoffmann, Anführer des bayerischen Volksaufstandes
Hofmannswaldaustraße, Waldperlach
(1930) Christian Hoffmann von Hoffmannswaldau (1616–1679), Schriftsteller, Ratsherr in Breslau
Hofmarkstraße, Perlach
(1930) alte Gutsbezeichnung
Hofmillerstraße, Pasing-Obermenzing
(1947) Josef Hofmiller (1872–1933), Kritiker und Übersetzer
Hofoldinger Straße, Ramersdorf
(1935) Hofolding, Ortschaft südlich von München
Hofreiterweg, Freimann
(1976) Karl und Anna Hofreiter, wohltätige Stifter
Hofstatt, Altstadt
(?) Anwesen einer bayerischen Adelsfamilie, seit 2013 auch gleichnamige Einkaufspassagen
Hofwinkel
(1835)
Hogenbergplatz, Laim
(1924) aus München stammende Künstlerfamilie Hogenberg
Hogenbergstraße, Laim
(1904) siehe vorstehend
Hohenadelweg, Allach
(1966) Andreas Hohenadel, Müller, um 1700 Bürgermeister von Allach
Hohenaschauer Straße, Ramersdorf
(1945) Hohenaschau im Chiemgau
Hohenbrunner Straße, Berg am Laim
(1920) Hohenbrunn, Gemeinde südöstlich von München
Hohenburgstraße, Berg am Laim
(1935) Hohenburg, ehemalige Burg im Isartal
Hoheneckstraße, Aubing
(1945) Burg Hoheneck
Hohenesterstraße, Aubing
(1956) Amalie Hohenester, „Doktorbäuerin“ von Mariabrunn
Hohenklingenstraße, Hadern
(1947) Burg Hohenklingen
Hohenleitenstraße, Forstenried
(1957) Hohenleiten, Einöde und Ortsteil von Eurasburg am Südende des Starnberger Sees
Hohenlindener Straße, Bogenhausen
(1962) Hohenlinden, Gemeinde östlich von München
Hohenlohestraße, Gern
(1900) Hohenlohe, fränkisches Adelsgeschlecht
Hohenrechbergstraße, Aubing
(1953) Burg Hohenrechberg in der Schwäbischen Alb
Hohensalzaer Straße, Bogenhausen
(1930) Hohensalza, Stadt in Polen
Hohenschwangauplatz, Obergiesing
(1910) Schloss Hohenschwangau im Allgäu
Hohenschwangaustraße, Obergiesing
(1910) siehe vorstehend
Hohenstaufenstraße, Schwabing-West
(1899) Hohenstaufer, schwäbisches Adelsgeschlecht
Hohensteinstraße, Aubing
(1947) Burg Hohenstein, staufische Kaiserburg bei Hersbruck
Hohentwielstraße, Moosach
(1925) Hohentwiel, Berg mit ehemaliger württembergischer Festung westlich des Bodensees
Hohenwaldeckstraße, Obergiesing
(1904) Burg Hohenwaldeck am Schliersee
Hohenwarter Straße, Laim
(1927) Markt Hohenwart im Landkreis Pfaffenhofen an der Ilm
Hohenzollernplatz, Schwabing-West
(1900) Haus Hohenzollern, deutsches Fürstengeschlecht
Hohenzollernstraße, Schwabing-West
(1892) siehe vorstehend
Holbeinplatz
(?) nun Possartplatz
Holbeinstraße, Bogenhausen
(1899) Hans Holbein d. J. (1497–1543), Maler und Zeichner der Renaissance
Hollandstraße, Schwabing
(1906) Grafschaft Holland "Holland, von Kaiser Ludwig dem Bayern seinerzeit der wittelsbachischen Hausmacht angegliedert, ging später infolge der Teilungen wieder verloren"
Holledauer Straße, Moosach
(1964) Holledau (auch Hallertau), Kulturlandschaft in Ober- und Niederbayern, größtes Hopfenanbaugebiet der Welt
Hollerithstraße, Trudering-Riem
(2003) Herman Hollerith (1860–1929), amerikanischer Bergbauingenieur und Erfinder
Hollerstraße, Feldmoching
(1947) Holler, mundartlich für die Pflanzengattung Holunder
Holmbergstraße, Nymphenburg
(1935) August Johann Holmberg (1851–1911), Maler und Direktor der Alten Pinakothek
Holsteiner Straße, Sendling-Westpark
(1925) Holstein, südlicher Teil des heutigen deutschen Bundeslandes Schleswig-Holstein
Holtzendorffstraße, Obergiesing-Fasangarten
(1906) Franz von Holtzendorff, Staatsrechtler und Professor an der LMU
Holunderweg, Aubing-Lochhausen-Langwied
(2011) Holunder, Pflanzengattung aus der Familie der Moschuskrautgewächse
Holzapfelkreut
(1879)
Holzapfelkreuther Straße, Hadern
(1947) Holzapfelkreuth, frühere Bezeichnung der Gegend nach einer Waldrodung der Familie Holzapfel
Holzapfelstraße, Schwanthalerhöhe
(vor 1865) Johann Nepomuk Holzapfel (1770–1849), Rechenlehrer an der Münchner höheren Bürger- und Töchterschule
Holzgartenstrasse
(1835)
Holzhausener Straße, Sendling-Westpark
(1924) Holzhausen am Ammersee, Ortsteil von Utting
Holzhofstraße, Haidhausen
(1856) nach einem früher an dieser Stelle gelegenen Militärholzhof
Holzkirchnerstraße
(?)
Holzkirchner Straße, Harlaching
(1900) Markt Holzkirchen südlich von München
Holzplatz, Isarvorstadt
(1999) bis 1822 lag hier der Stapel- und Trockenplatz für das aus den Landeplätzen an der Isar angefahrene Holz
Holzstrasse,
(1835) nun Holzstraße
Holzstraße, Isarvorstadt
(?) siehe Holzplatz
Holzwiesenstraße, Ramersdorf-Perlach
(1930) Flurname
Homerstraße, Neuhausen-Nymphenburg
(1925) Homer, griechischer Dichter
Hompeschstraße, Bogenhausen
(1897) Johann Wilhelm von Hompesch zu Bolheim (1761–1809) und Ferdinand Ludwig Josef Anton von Hompesch zu Bolheim (1766–1831), Schlossherren im ehemaligen Schloss Neuberghausen
Hopfenstraße, Maxvorstadt
(um 1850) Hopfen, Pflanzengattung aus der Familie der Hanfgewächse
Hopfenstrasse
(1835)
Horemansstraße, Neuhausen-Nymphenburg
(1906) Peter Jakob Horemans (1700–1776), flämischer Maler
Hormayrstraße, Untermenzing
(1947) Joseph von Hormayr (1782–1848), österreichischer Jurist, Historiker, Schriftsteller, Politiker und Freiheitskämpfer
Hornberger Straße, Aubing
(1947) Hornberg, Stadt in Baden-Württemberg
Hornkleeweg, Hasenbergl
(1957) Hornklee, Pflanzengattung der Schmetterlingsblütler
Hornsteinstraße, Bogenhausen
(1908) Ferdinand von Hornstein-Hohenstoffeln errichtete 1902 zu Ehren seiner Mutter eine „Freifrau Charlotte von Hornstein'sche Weihnachtsstiftung“ für Weihnachtsgeschenke an fleißige und bedürftige Kinder
Hornstraße, Schwabing-West
(1903) Karl von Horn (1818–1896), bayerischer General der Infanterie
Horscheltstraße, Schwabing-West
(1908) Theodor Horschelt (1829–1871), Kunstmaler
Horst-Caspar-Straße, Neuperlach
(1981) Horst Caspar (1913–1952), Schauspieler
Horst-Salzmann-Weg, Gartenstadt Trudering
(2000) Horst Salzmann (1917–1997), ehrenamtlicher Münchner Stadtrat (SPD) von 1960 bis 1984
Hortensienstraße, Freimann
(1932) Pflanzengattung der Hortensien
Hortigstraße, Allach-Untermenzing
(1947) Johann Nepomuk Hortig (1774–1847), Benediktinermönch, Domkapitular und Professor an der Universität München
Horwerkstraße, Laim
(1955) Niclas Horwerk (auch Horvergh, Horverk), Maler der Spätgotik
Horwitzstraße, Neuperlach
(1981) Kurt Horwitz (1897–1974), Schauspieler und Regisseur
Hosigaustraße, Hadern
(1948) Hosigau (auch Housigau), Siedlungsgebiet des bairischen Uradelsgeschlechtes der Housi
Hotterstraße, Hackenviertel
(vor 1377 ?)
Hoyerweg, Bogenhausen
(1935) Hoyer, dänische Gemeinde an der Grenze zu Deutschland
Hromadnikstraße
1958 35. Stadtbezirk
Huberstraße,
(1918) 25. Stadtbezirk
Hubert-Beckers-Straße, Allach-Untermenzing
(1956) Hubert Beckers (1806–1889), Professor der Philosophie
Hubertusstraße, Nymphenburg
(1897) Heiliger Hubertus von Lüttich (um 655–727), Schutzpatron der Jagd
Hubertusstraße, Solln
Wurde 1947 umbenannt in Schultheißstraße.
Huchenstraße, Trudering
(1935) Flussfisch Huchen
Hübnerstraße, Neuhausen-Nymphenburg
(1893) Lorenz Hübner (1751–1807), katholischer Publizist
Hünefeldstraße, Moosach
(1930) Ehrenfried Günther Freiherr von Hünefeld (1892–1929), deutscher Flugpionier
Hüpfelinstraße, Am Hart
(1937) Münchner Handwerkerfamilie Hüpfelin
Hürnbeckstraße, Am Hart
(1937) Münchner Handwerkerfamilie Hürnbeck
Hufelandstraße, Am Hart
(1970) Christoph Wilhelm Hufeland (1762–1836), deutscher Arzt, königlicher Leibarzt, Sozialhygieniker
Hufnagelstraße, Laim
(1964) Georg Hoefnagel (1542–1600), flämischer Maler
Hufschmiedstraße, Lochhausen
(1957) alter Lochhausener Hausname
Huglfinger Straße, Obersendling
(1929) Huglfing, Gemeinde in Oberbayern
Hugo-Fey-Weg, Pasing
(1980) Hugo Fey (1878–1966), Studienprofessor, Politiker, Bürgermeister von Pasing
Hugo-Heiß-Straße, Allach-Untermenzing
(1947) Hugo Heiß (1863–1939), Veterinärmediziner
Hugo-Heiß-Weg, Allach-Untermenzing
(1947) siehe vorstehend
Hugo-Lang-Bogen, Trudering, Neuperlach
(1971) Hugo Lang (1892–1967), römisch-katholischer Theologe, Mönch und Abt im Kloster St. Bonifaz
Hugo-Preuß-Weg, Harlaching
(1967) Hugo Preuß (1860–1925), Staatsrechtslehrer, Mitbegründer der Deutschen Demokratischen Partei
Hugo-Troendle-Straße, Moosach
(1970) Hugo Troendle (1882–1955), Maler und Lithograf
Hugo-von-Hofmannsthal-Straße, Bogenhausen
(1989) Hugo von Hofmannsthal (1874–1929), österreichischer Schriftsteller, Dramatiker und Lyriker
Hugo-Weiss-Straße, Trudering
(1998) Hugo Weiss (1937–1993), Mitglied und von 1978-1991 Vorsitzender des Bezirksausschusses Trudering-Riem
Hugo-Wolf-Straße, Am Hart
(1938) Hugo Wolf (1860–1903), österreichischer Komponist
Huislerstraße, Aubing
(1947) alter Hausname
Hultschiner Straße, Bogenhausen
(1931) Hultschin, Gemeinde in Tschechien
Humannweg, Am Hart
(1947) Carl Humann (1839–1896), Ingenieur, Architekt und Archäologe
Humboldtstraße, Au-Haidhausen, Untergiesing-Harlaching
(1893) Alexander von Humboldt (1769–1859), deutscher Naturforscher
Hummelblumenstraße, Feldmoching
(1947) Hummelblumen, Blüten, die vor allem von Hummeln besucht werden, wie Feldahorn, Blauer Eisenhut oder Schnittlauch
Humpelstraße, Forstenried
(1954) alter Hausname in Forstenried
Humperdinckstraße, Milbertshofen
(1924) Engelbert Humperdinck (1854–1921), Komponist der Spätromantik
Hundertpfundweg, Sendling-Westpark
(1963) Münchner Ratsherrenfamilie Hundertpfund
Hundhammerweg, Neuperlach
(1986) Alois Hundhammer (1900–1974), deutscher Volkswirtschaftler und Politiker
Hundingstraße, Nymphenburg
(1914) Hunding, Geschlecht in altnordischer Dichtung und Gestalt in der Oper Walküre
Hundskugel, Altstadt
(1835)
Hunkelestraße, Forstenried
(1961) Hanns Hunkele (1892–1957), bayerischer Heimatschriftsteller und Volksschauspieler, Mitarbeiter am Münchner Rundfunksender
Hußweg, Allach
(1963) alter Hausname
Hutgasse, Freimann
(1950) alter Flurname
Huttererstraße Lochhausen
(1947) Huttererhof, alter Bauernhof in Lochhausen
Huuezziplatz, Bogenhausen
(2013) Diakon Huuezzi erhielt im Jahr 815 von Bischof Hitto von Freising eine Kirche als Lehen
Hyazinthenstraße, Hasenbergl
(1938) Hyazinthen, Pflanzengattung